# Comté de Provence
Ne doit pas être confondu avec Province, Marquisat de Provence ou Duché de Provence.
855 – 1487 
540 ans (Etat indépendant)
1487 – 1790
303 ans (province de France)
855 – 1790
935 ans (Existence du Comté)
Entités précédentes :
- Royaume de Bourgogne

Entités suivantes :
- Marquisat de Provence (1125)
- Comté de Forcalquier (1125)
- Terres neuves de Provence (1388)
- Royaume de France (1790)
• Bouches-du-Rhône
• Var
• Vaucluse
• Basses-Alpes

Le comté de Provence (en ancien occitan, Comtat de Provensa) est un ancien fief situé à l'est du delta du Rhône. Pays issu de la Francie médiane, la Provence se constitua en royaume avant de progressivement se disloquer à la suite des transmissions féodales et la guerre civile de l'Union d'Aix. Ses frontières naturelles au sud allaient à l'origine du Rhône à Nice et au nord d'Embrun au Vivarais, en passant par la Drôme provençale. Au nord, ses frontières s'étendaient jusqu'à Valence.
Le comté est réuni à la France en 1487 et le roi devient « comte de Provence, Forcalquier et terres adjacentes » tout en nommant Palamède de Forbin grand-sénéchal, gouverneur et lieutenant-général de Provence. La Provence conservera ses privilèges, franchises, et libertés.
En matière fiscale, la Provence est un pays de taille réelle : le « don gratuit », principal impôt direct, est assis sur les biens, à l'exception des « biens nobles ». En matière de gabelle, impôt sur le sel, la Provence est un pays de petite gabelle : la vente du sel y est assurée par cinq greniers à sels (Berre, Toulon, Hyères, Fréjus et Cannes) et des entrepôts annexes.
L'organisation politique du comté sera réformée en départements en 1790, les institutions législatives transférées à la nouvelle capitale Paris. Ces évènements entraîneront des mouvements fédéralistes que les armées de la Convention (centralistes) vont réprimer et où seront renommées Toulon et Marseille respectivement en Port-la-Montagne et La Ville-sans-nom.

## Toponymie
L'expression comté de Provence est attestée en 1059,. Elle est dérivée du titre comte de Provence, attesté dès 972, et devenu fréquent à partir des années 1020-1030.
La Provence doit son nom à l'époque romaine : première conquête de la Gaule transalpine entre 58 et 51 av. J.-C., elle est intégrée à la province romaine (en latin Provincia) dont la capitale est Narbonne, la Gaule narbonnaise. C'est le nom latin de Provincia qui a donné en langue provençale la forme Proensa. Cette forme a évolué en Provensa puis en Prouvença dans le dictionnaire du provençal Simon-Jude Honnorat et enfin par influence du français dans l'écriture provençale en Prouvenço, codifiée Prouvènço par les partisans de Roumanille et de l'écriture phonétique (dite mistralienne ou « moderne ») vers la fin du XIXe siècle. Les classicistes proposeront dans leur réforme de retrouver une écriture plus originelle à savoir celui de Provensa que l'on peut retrouver dans plusieurs cartes datant du début XXe siècle, cependant ce sera finalement Provença qui sera choisi à la forme médiévale puisque celle-ci comprend le ç représentant le c étymologique de « provincia ». César, dans la Guerre des Gaules, dit passer de Provincia en Narbonnensis[réf. nécessaire] au moment de traverser le Rhône, ce qui explique probablement le fait que seule la partie de l'ancienne Gaule narbonnaise située à l'est du Rhône est appelée Provence par la suite.

## Géographie

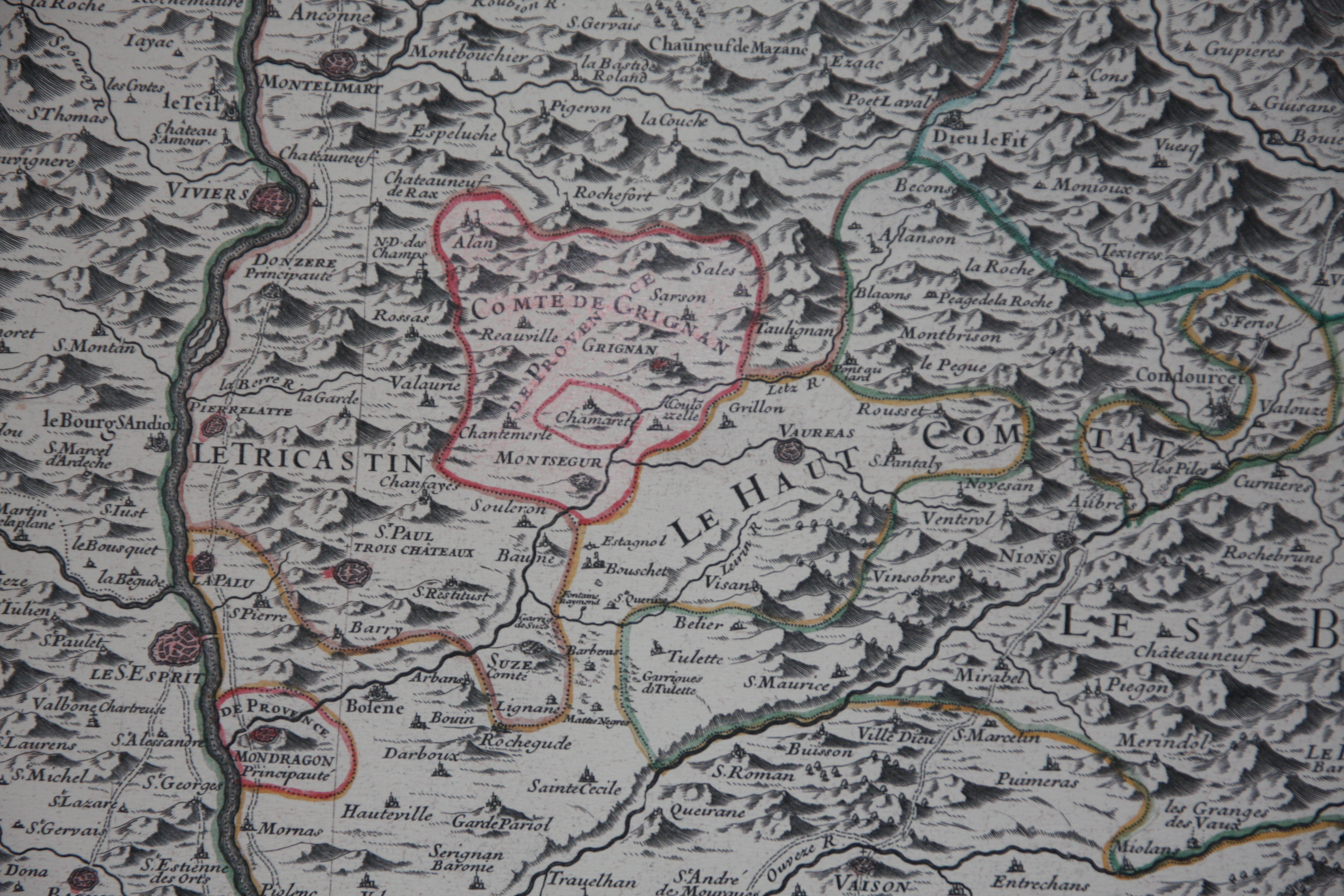
La principale enclave provençale au nord, dans le Dauphiné, jouxtant le Comtat Venaissin : le comté de Grignan de Provence (carte des environs de 1700)

### Frontières
Historiquement, après la fin de l'empire romain, « Provence » désigne l'entité incluse en 536 dans le Royaume franc et devenue marquisat de Provence dans le cadre du royaume de Bourgogne-Provence de 947. Elle devient ensuite comté de Provence, avec pour capitale Arles puis Aix-en-Provence (la ville d'Arles subissant des attaques continues du comte de Toulouse, marquis de Provence), mais des frontières fluctuantes : un traité est conclu en 1125 entre Raymond-Bérenger et Alphonse-Jourdain de Toulouse pour la répartition de la Provence, le comté de Provence étant lié à la Couronne d'Aragon jusqu'au Traité de Meaux-Paris (1229). En 1388, à la suite de la mort de la reine Jeanne, ses territoires situés à l'est du Var sont perdus, rattachés aux États de Savoie par la Dédition de Nice, aboutissant dans un premier temps aux Terres neuves de Provence puis au comté de Nice à partir de 1526. Un siècle plus tard, en 1481, le comté de Provence revient par succession au roi de France Louis XI et devient ainsi une province française.
Au Moyen Âge, la Provence englobe ainsi les Alpes du Sud jusqu'aux affluents de rive gauche du Var inclus. Une partie des régions alpines en est ensuite détachée : au nord celle englobée dans la province du Dauphiné et à l'est celle du Pays niçois concédé à la maison de Savoie en 1388 sous l'appellation des Terres-Neuves de Provence. Cette acquisition savoyarde au détriment de la Provence donne naissance de 1526 à 1860 à la division administrative du comté de Nice.
À la Révolution, la Provence est divisée en trois départements : Basses-Alpes (Alpes-de-Haute-Provence à partir de 1970), Bouches-du-Rhône et Var. Le département de Vaucluse est créé en 1793 à partir d'Avignon, du Comtat Venaissin et de la partie nord des Bouches-du-Rhône. Les Alpes-Maritimes sont créées en 1860 à partir du comté de Nice et de la partie est du Var (arrondissement de Grasse).
Le sud de la Drôme, bien qu'historiquement partie du Dauphiné, est appelé Drôme provençale. Il peut être rapproché de la Provence par la langue parlée, le fait que l'évêché de Saint-Paul-Trois-Châteaux appartenait à la province métropolitaine de Provence (archevêché d'Arles), que la région de Bouchet appartenait au Comtat venaissin (Haut-Comtat) ou que le Diois et le Valentinois étaient vassaux du marquis de Provence.

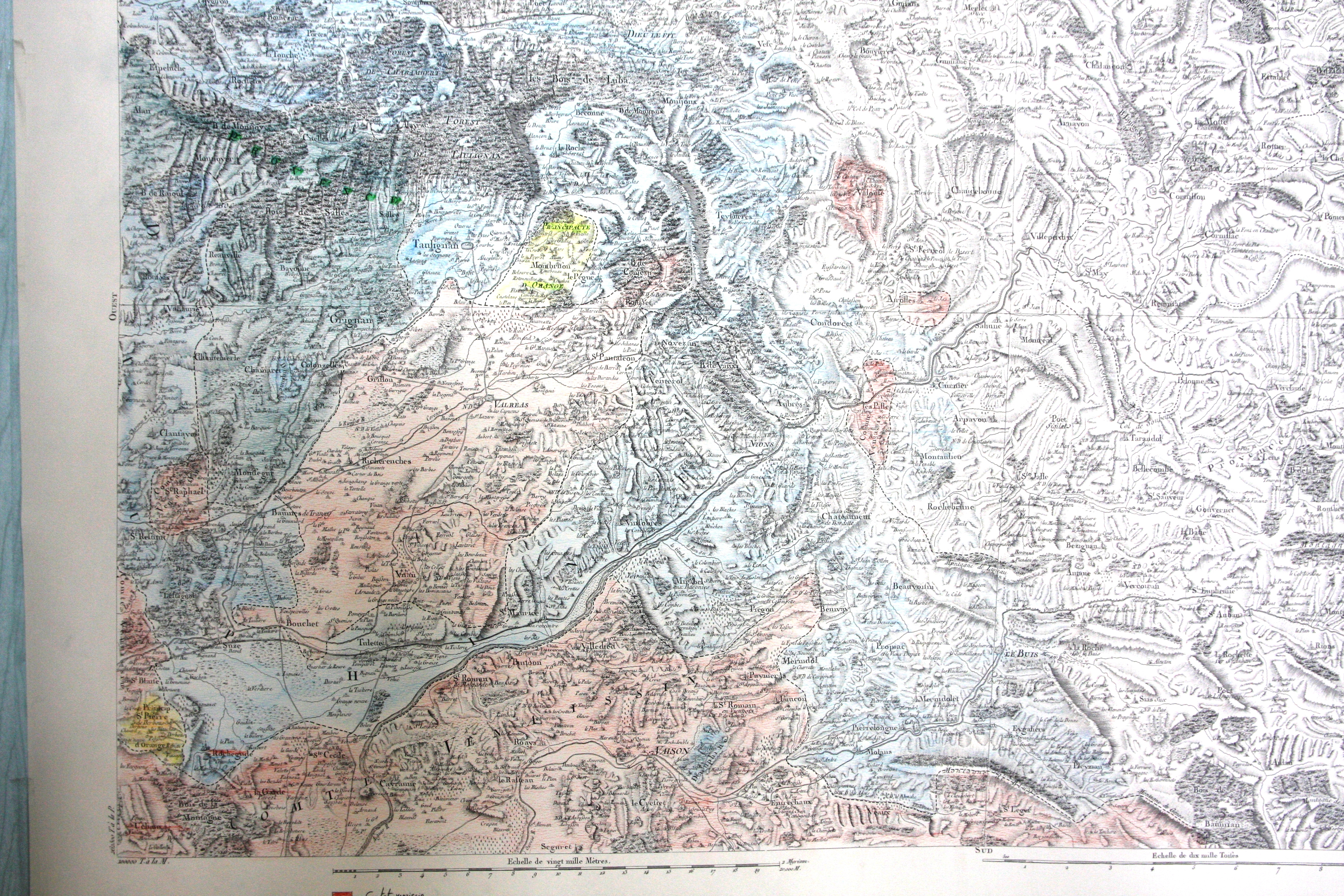
Agrandissement de la carte de Cassini section 121 (Vaison) montrant, en vert, les enclaves de Provence en Dauphiné (environs de 1750).

Par la suite, certaines enclaves authentiquement provençales se sont perpétuées dans la partie sud de la Drôme provençale, comme le comté de Grignan,(incluant les villages voisins de Réauville,, Montjoyer,, Salles,, Colonzelle,,, Allan, ), l'enclave provençale de Lemps, (s'écrivant Lens au XVIIIe siècle), l'enclave de Saint-May, Rémuzat, Cornillon et Pommerol,. Eygalayes, .Tous ces villages se réclament de la Provence, avec des bases historiques réelles.

La province de Provence dans ses limites du XVIII et les communes et départements actuels

### Relief
Le relief de la Provence est globalement vallonné avec, dans sa partie centrale, des Préalpes impressionnantes et à l'est et au nord-est les Alpes du sud culminant à 3 412 m à l'Aiguille de Chambeyron (Alpes-de-Haute-Provence). Plus au sud se situe le massif du Pelat qui s'élève à 3 050 m. De part et d'autre du Var ainsi qu'à l'est du Verdon, les Préalpes de Castellane, qui culminent au Puy de Rent à 1 996 m, sont constituées de plateaux et de chaînons orientés ouest-est. Les Plans de Haute-Provence délimitent les préalpes des collines centrales (plateau de Valensole, plan de Canjuers, plateau d'Albion). À l'ouest, le massif du mont Ventoux, situé majoritairement dans le Comtat Venaissin, déborde en Provence où son altitude atteint les 1 600 m dans la forêt domaniale de Sault. La Montagne Sainte-Victoire, célèbre pour les peintures de Cézanne, domine le Pays d'Aix. Dans les Bouches-du-Rhône se remarquent les Alpilles et dans le Vaucluse, à l'orée du Comtat Venaissin, se dresse le Petit Luberon, provençal dans sa partie orientale, que prolonge le Grand Luberon, culminant au Mourre Negre. Enfin le massif de la Sainte-Baume s'étend d'ouest en est, de Gémenos (Bouches-du-Rhône) à Mazaugues (Var).
Les côtes de Marseille à Menton sont plutôt escarpées (Calanques, Maures, Esterel, Riviera française). L’érosion due aux orages violents d’été pouvant constituer des ravines assez creusées.
L’ouest de la région est marqué par la plaine de la Crau et la Camargue, formée par le delta du Rhône, qui constituent les seuls véritables espaces plats de la région provençale.

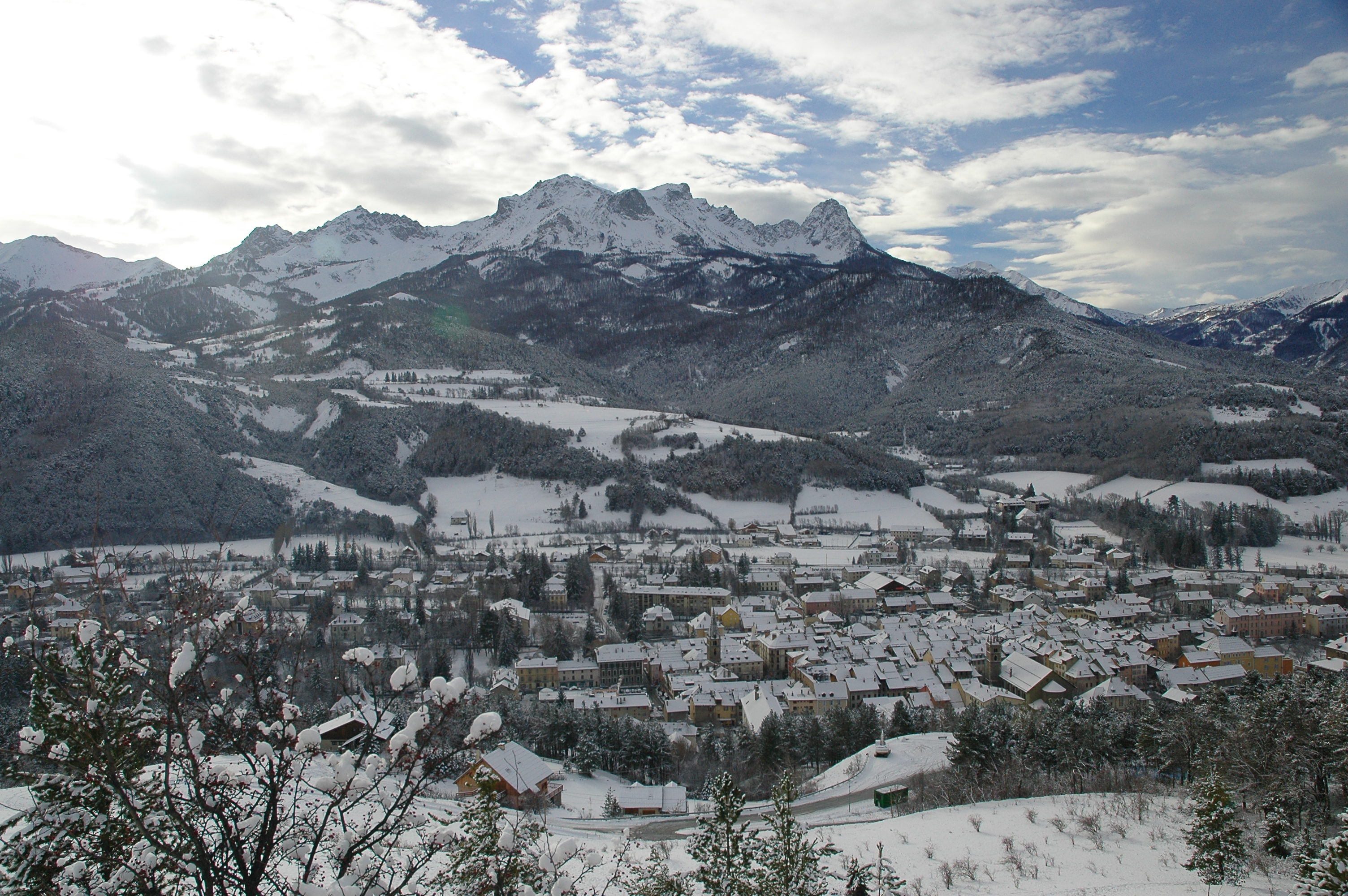
Barcelonnette
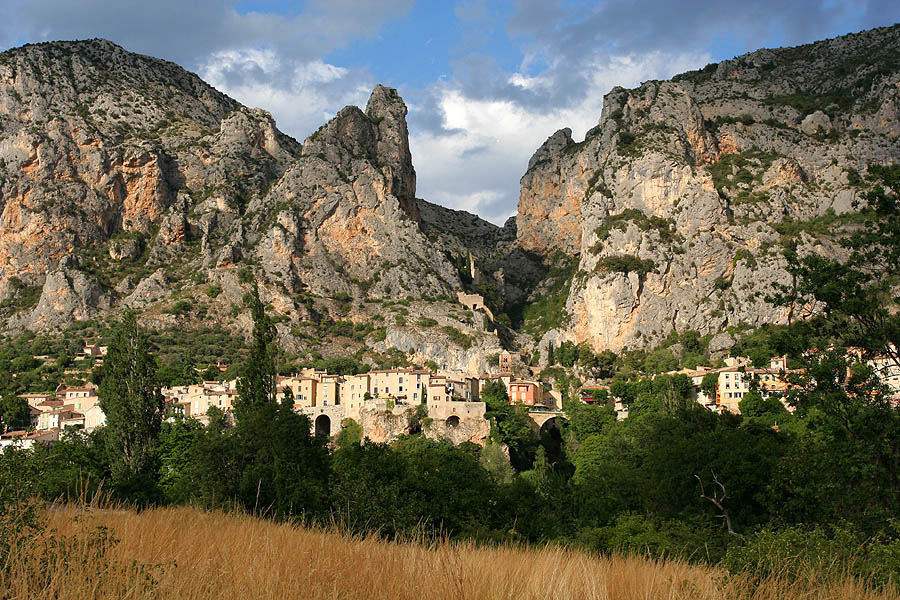
Moustiers-Sainte-Marie, dans les Alpes-de-Haute-Provence
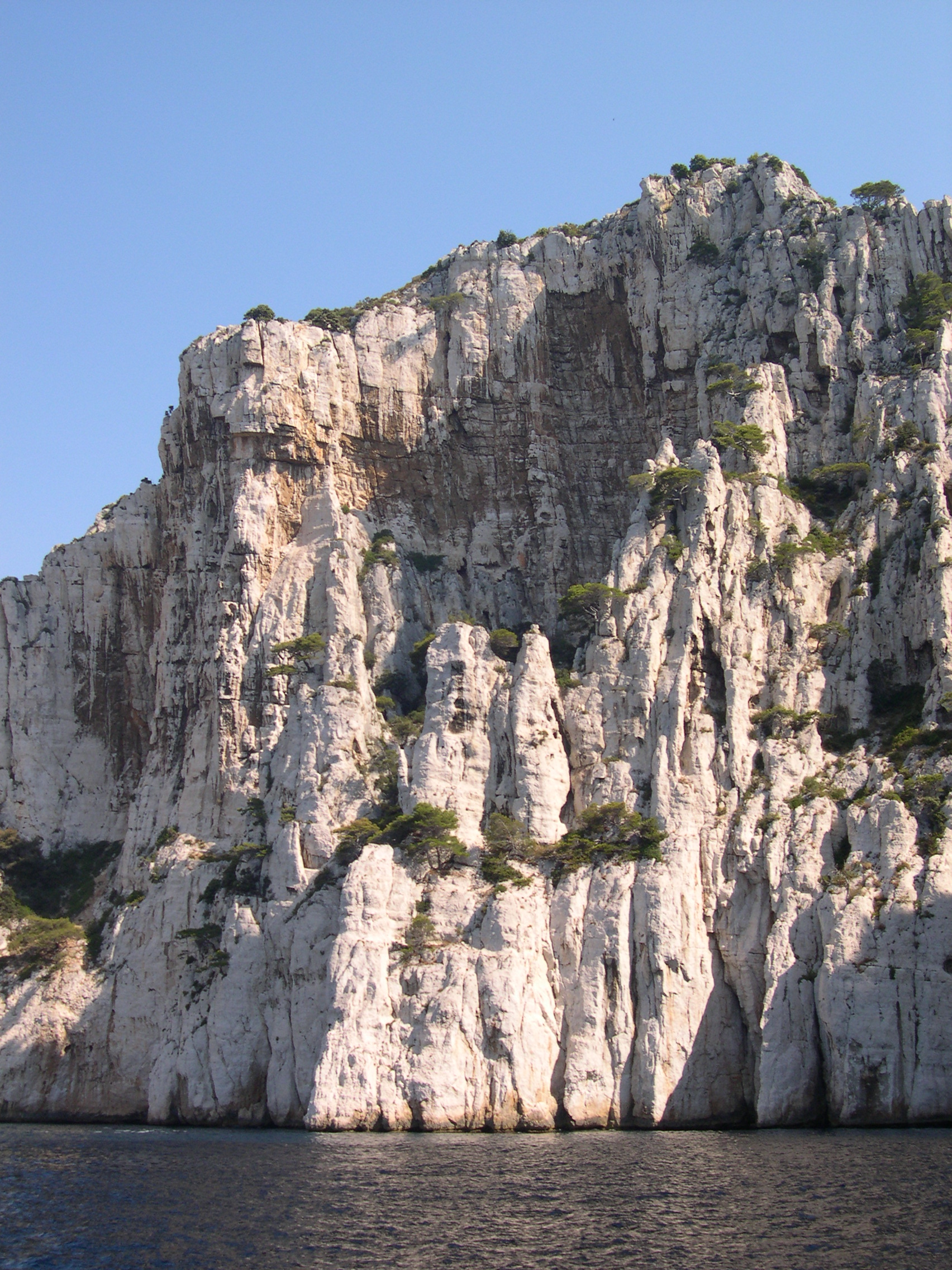
Calanque de l'Oule à Marseille
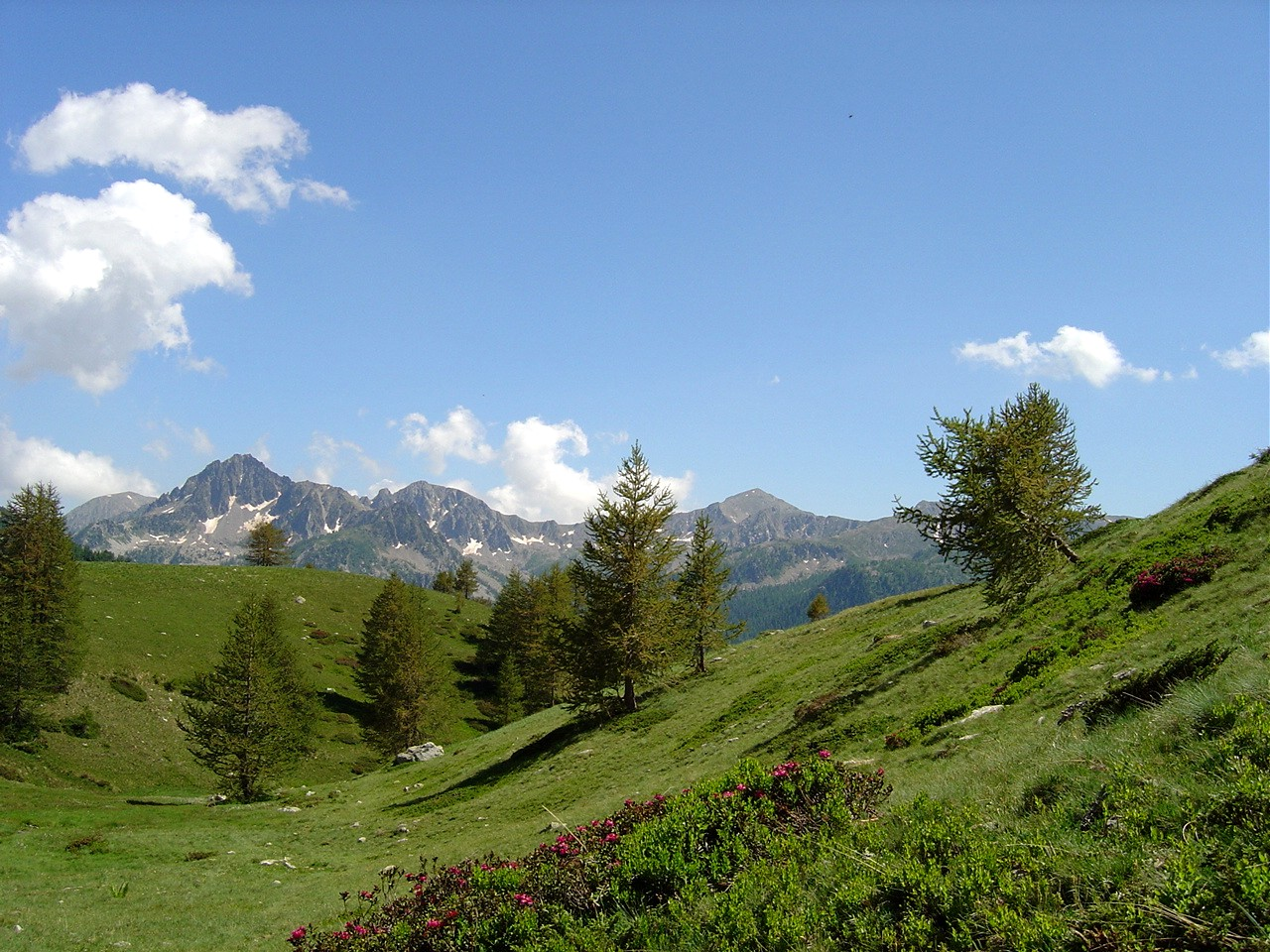
Vallon de Mollières, Parc national du Mercantour dans les Alpes-Maritimes

### Hydrographie
Parmi les cours d'eau qui traversent la Provence, le plus important est le Rhône qui forme frontière occidentale de la région. Le Rhône a le second débit de tous les fleuves s'écoulant en Méditerranée, après le Nil. Se jetant dans une mer sans marée, le fleuve a formé un delta. Désormais endigué, ce delta est figé hormis lors de crues exceptionnelles comme en 1993, 1994 et 2003.
La Durance est un affluent du Rhône qui prend sa source vers 2 390 mètres d'altitude, au pré de Gondran, sur les pentes du sommet des Anges. La source se trouve à proximité de l’ancien Fort du Gondran, sur la commune de Montgenèvre, dans les Hautes-Alpes, près de la frontière italienne. Elle se jette dans le Rhône à quelques kilomètres au sud-ouest d'Avignon, entre le Vaucluse et les Bouches-du-Rhône dont elle fait office de frontière. La Durance est une rivière dite « capricieuse » et elle était autrefois redoutée pour ses crues (la tradition provençale dit que les trois fléaux de Provence étaient le mistral, la Durance et le Parlement d'Aix) aussi bien que pour ses étiages.
L’Ubaye est une rivière prenant sa source au col du Longet à 2 655 m d’altitude, dans la vallée de l’Ubaye, passant par Barcelonnette (sous préfecture des Alpes-de-Haute-Provence), et alimente la Durance dans la retenue d’eau hydroélectrique de Serre-Ponçon.
Le Verdon, qui prend sa source au pied de la tête de la Sestrière (altitude 2 572 mètres), se jette dans la Durance après avoir parcouru environ 175 kilomètres. Il est particulièrement réputé pour ses gorges.

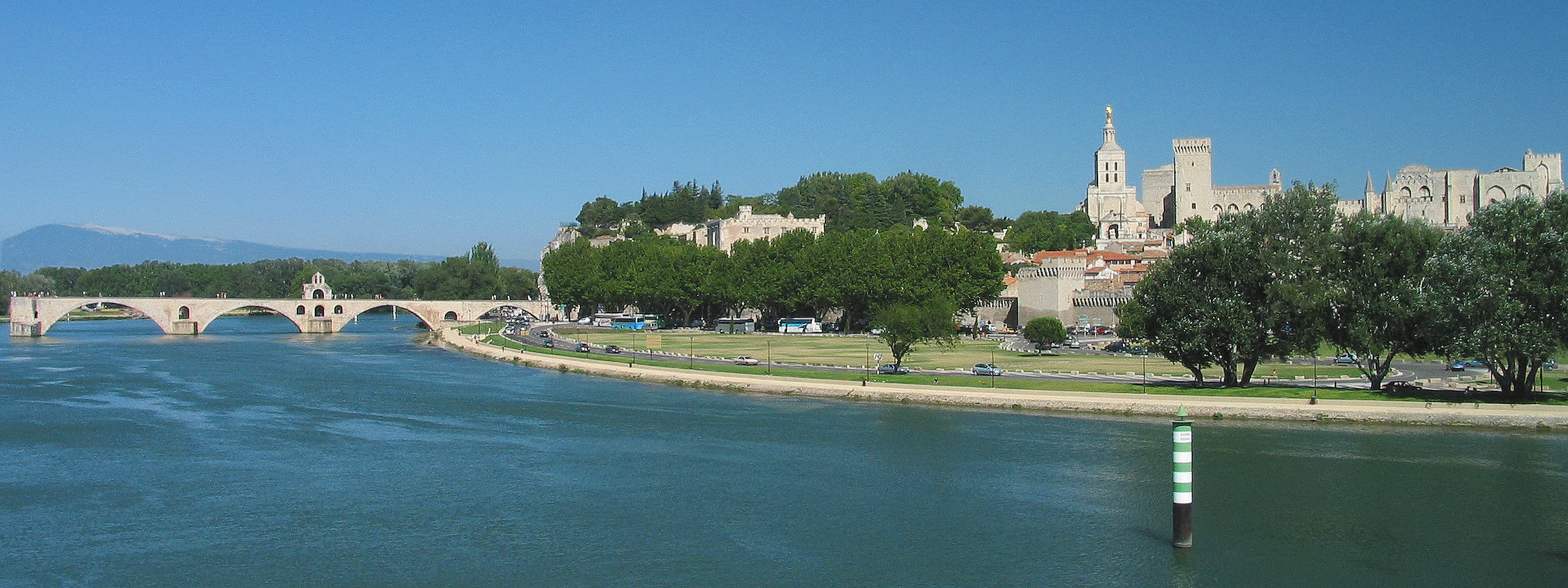
Le Rhône à Avignon.
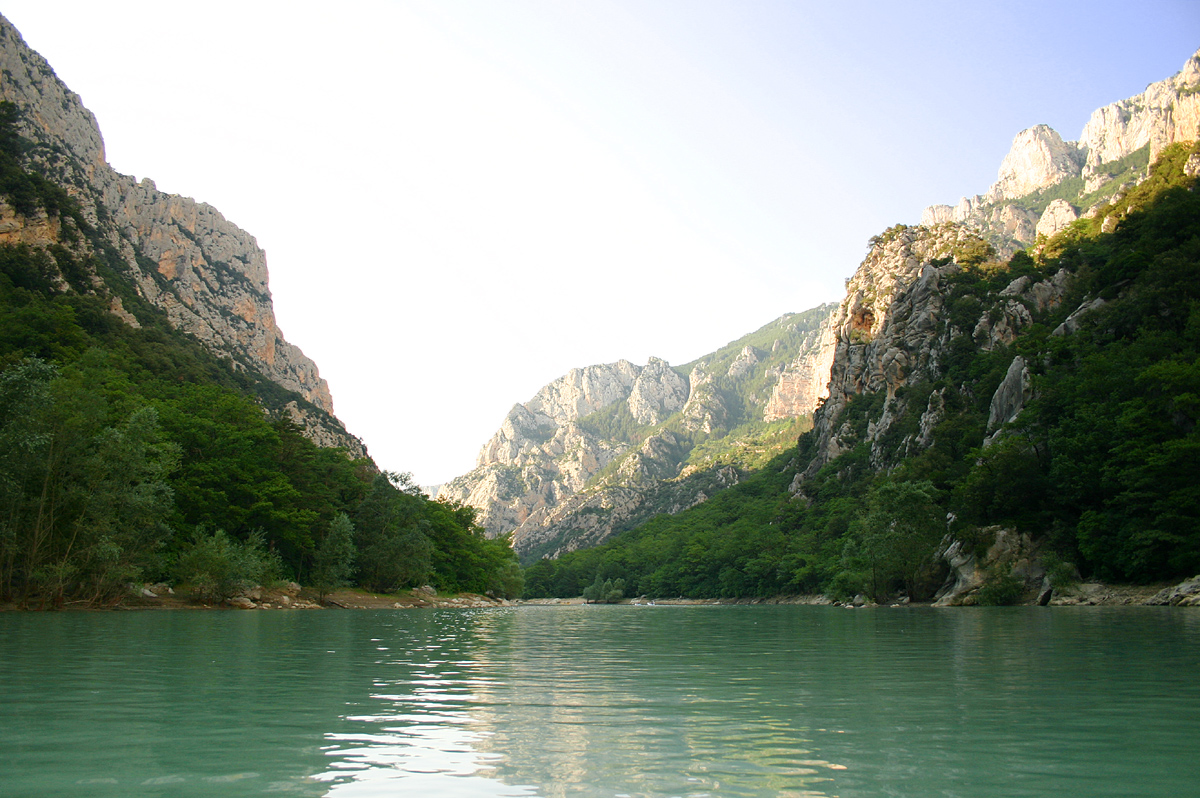
Les gorges du Verdon

De nombreux fleuves côtiers existent en Provence, notamment :
- le Var, qui prend sa source à une altitude de 1 790 mètres, au sud du col de la Cayolle, et parcourt 114 kilomètres[19] dans les Alpes-Maritimes (il ne traverse plus le département qui porte son nom) avant de déboucher dans la mer Méditerranée entre Nice et Saint-Laurent-du-Var. Le Var, dont le niveau est habituellement bas (50 à 100 m3/s en règle générale), est considéré comme la frontière naturelle entre la Provence et le pays de Nice.
- l'Argens traverse le département du Var de Seillons-Source-d’Argens à Fréjus, où il se déverse en Méditerranée.

### Climat

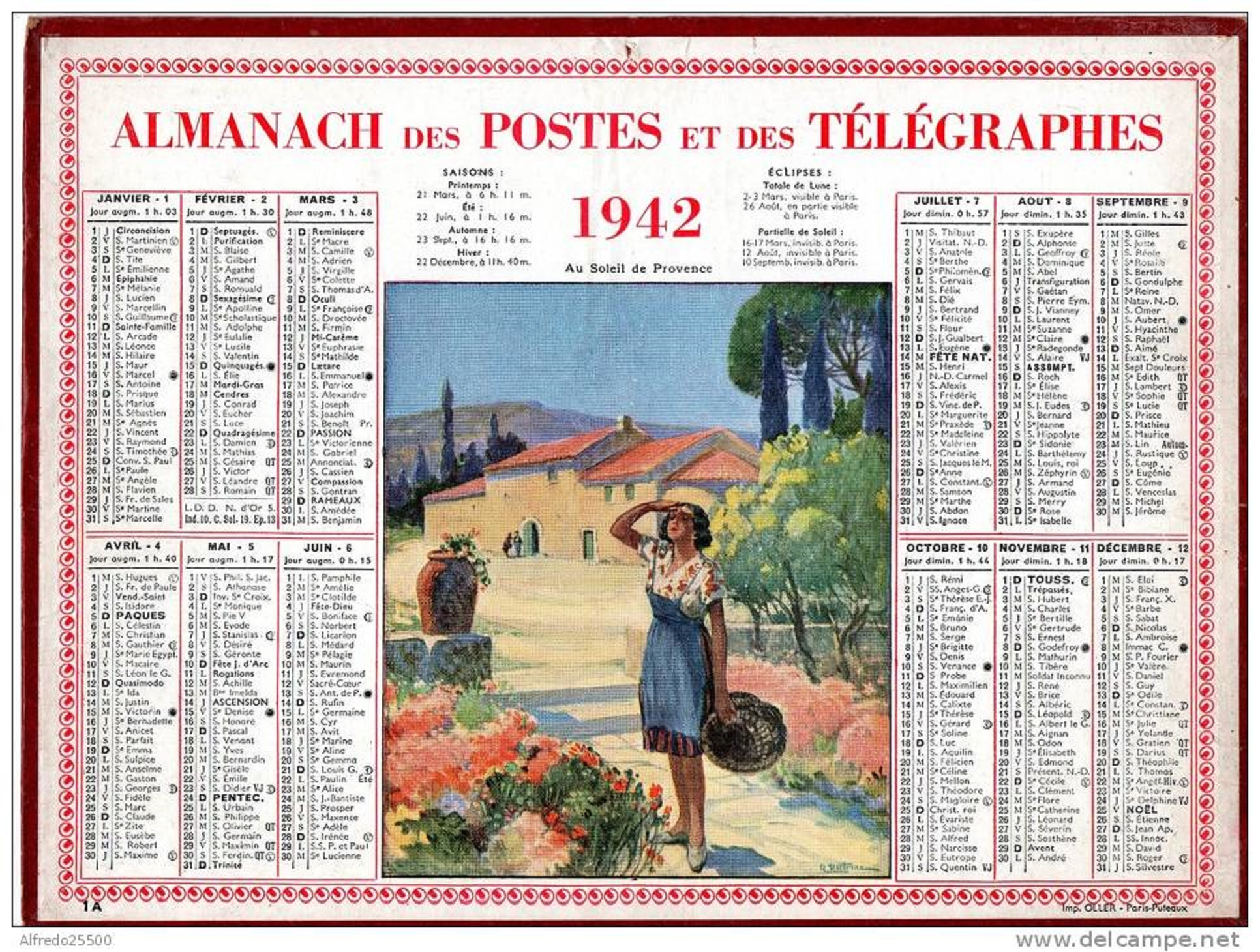
Au Soleil de Provence

La Provence est une région au climat méditerranéen avec des étés chauds et secs. Les hivers y sont doux près de la côte, généralement humides à l'est, mais sont plus rudes dans le nord et le nord-est (Pelat, Ubaye, Préalpes de Digne) où le climat devient alpin.
Dans sa partie centrale et méditerranéenne la végétation de la Provence est du type garrigue, la sécheresse d'été la rendant particulièrement vulnérable aux incendies. En revanche dans sa partie la plus orientale et la plus alpine, elle devient plus verdoyante et humide.
Le vent principal est le mistral, dont la vitesse peut aller au-delà des 110 km/h. Il souffle entre 120 et 160 jours par an, avec une vitesse de 90 km/h par rafale en moyenne. Le tableau suivant indique les différentes vitesses du mistral enregistrées par les stations d'Orange et Carpentras-Serres dans le sud de la vallée du Rhône et sa fréquence au cours de l'année 2006. La normale correspond à la moyenne des 53 dernières années pour les relevés météorologiques d'Orange et à celle des 42 dernières pour Carpentras.
Légende : « = » : idem à la normale ; « + » : supérieur à la normale ; « - » : inférieur à la normale.
|                                                      | Jan.    | Fév.    | Mars.    | Avril   | Mai     | Juin     | Juil.   | Août    | Sept.   | Oct.    | Nov.    | Déc.     |
| Vitesse maximale relevée sur le mois                 | 96 km/h | 97 km/h | 112 km/h | 97 km/h | 94 km/h | 100 km/h | 90 km/h | 90 km/h | 90 km/h | 87 km/h | 91 km/h | 118 km/h |
| Tendance : jours avec une vitesse > 16 m/s (58 km/h) | --      | +++     | ---      | ++++    | ++++    | =        | =       | ++++    | +       | ---     | =       | ++       |

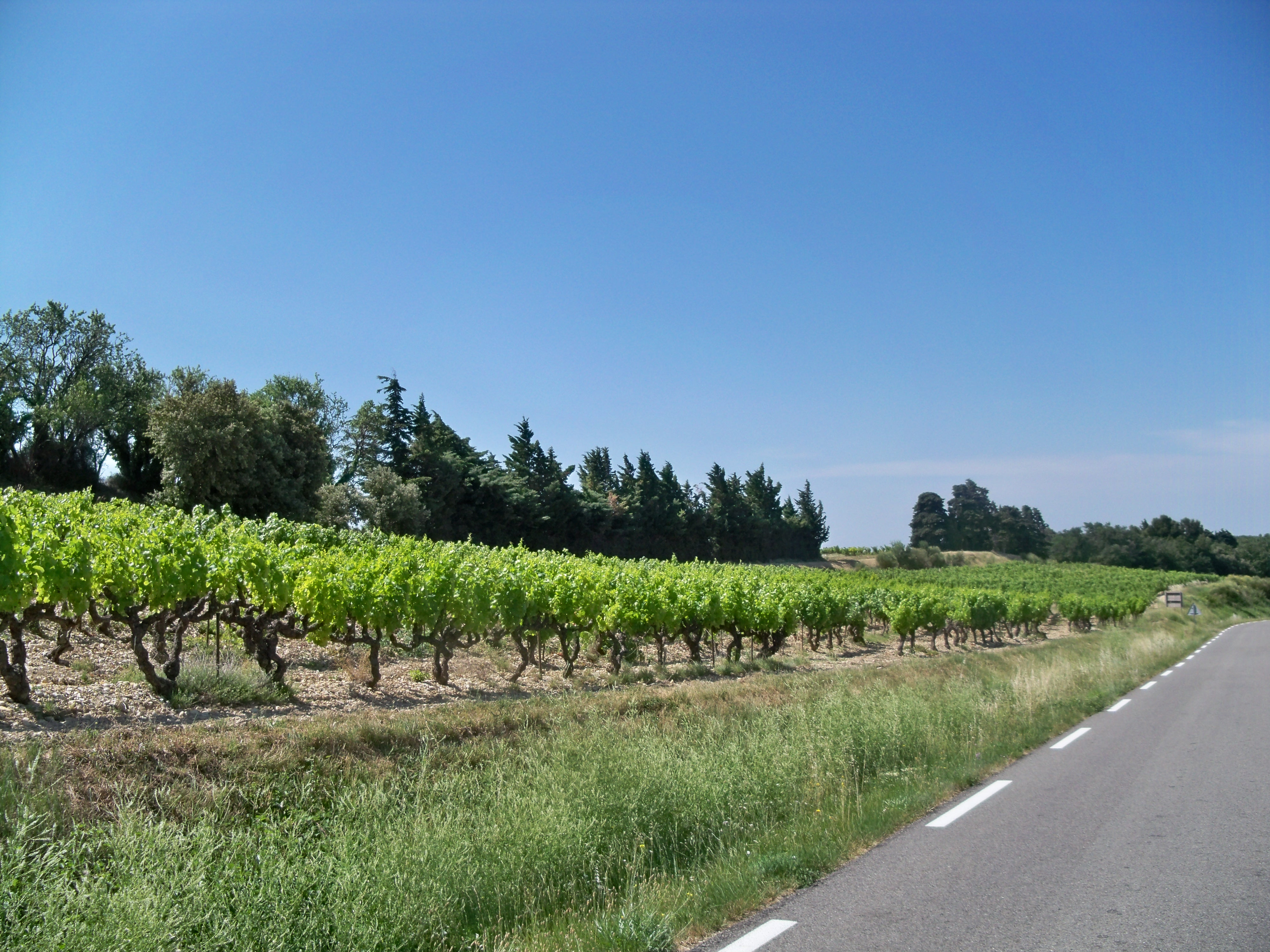
Vallée du Rhône : haies de cyprès contre le mistral
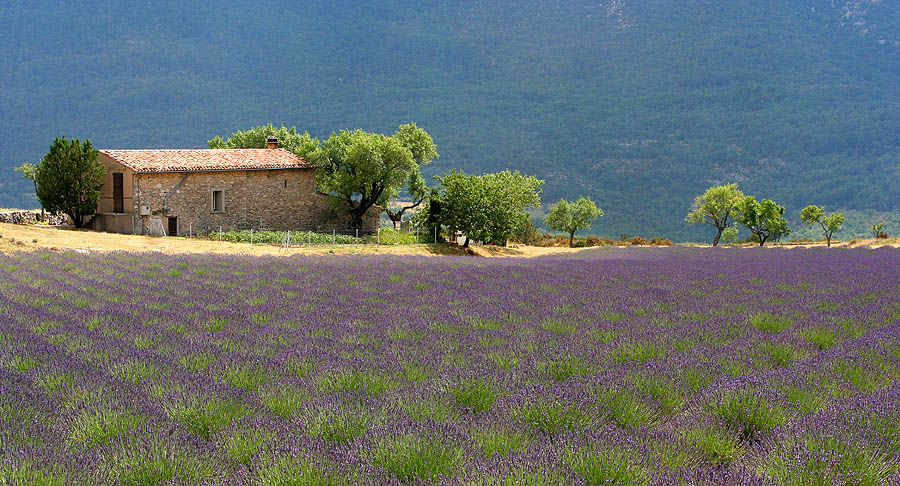
Paysage provençal typique, un champ de lavande
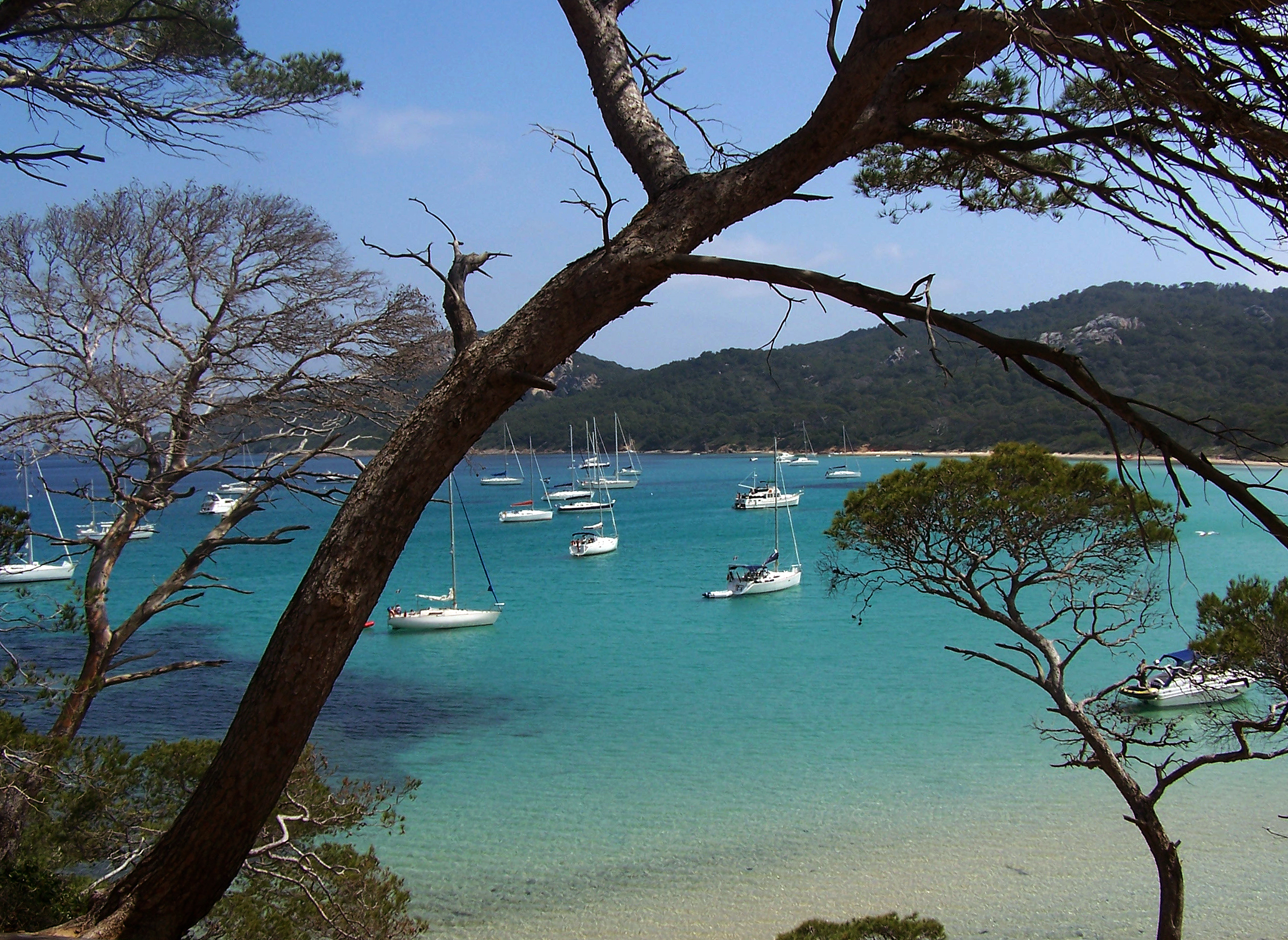
Plage de la Courtade, sur l'île de Porquerolles

## Histoire

### Antiquité

#### La Provence grecque
Le littoral provençal a été colonisé par les Grecs : vers 600 av. J.-C., les Phocéens s'installent à Marseille (en grec, Massalia ; en latin, Massilia). Ils essaiment à Nice (Nikaia), Antibes (Antipolis), Hyères (Olbia), Six-Fours (Tauroeis), Arles, La Ciotat (Citharista), Brégançon (Pergantion ), Monaco (Monoïcos), Athénopolis ainsi que sur certaines parties du littoral languedocien comme à Agde (Agathé) ou au sud de Nîmes. Au nord, ils fondent Le Pègue près de Valréas et s'arrêtent à La Laupie à l'est de Montélimar. Antérieurement à l'invasion et la colonisation romaine, la région était principalement peuplée de Ligures qui se sont ensuite mêlés à quelques soldats celtes et fondèrent ensuite ce que l'on appelle aujourd'hui les Celto-Ligures (autrefois Celto-lygiens).

#### La conquête romaine auIIesiècleav. J.-C.
Chronologie sommaire
- -181 : les Massaliotes phocéens de la ville de Marseille et leurs alliés helléno-celtes Cavares de la région de Cavaillon-Avignon-Orange appellent Rome au secours contre les pirates Ligures.
- -154 : Nice et Antibes assiégées par les Ligures des Alpes Maritimes, expédition d'Opimius.
- -125/-124 : coalition de tribus celto-ligures (les Salyens) soutenus par les Voconces, Allobroges et Arvernes : le consul Marcus Fulvius Flaccus franchit les Alpes et les vainc. En -123, nouvelle campagne qui se termine par la destruction de l’oppidum d’Entremont.
- En -123/-122 : fondation d’Aix-en-Provence pour contrôler les Salyens.
- -122 : le proconsul Domitius Ahenobarbus écrase les Allobroges.
- -121 : les Volques, à la tête d'un vaste territoire de 24 oppidums accueillent sans résistance les légions de Rome. .
- -120 : Ahenobarbus en campagne ; on lui attribue la fondation et l’organisation de la Provincia.
- -117 : début de la construction de la Via Domitia (en l’honneur de Cn. Domitius Ahenobarbus) en direction des Pyrénées. Elle emprunte le tracé d’une ancienne route grecque (la voie héracléenne). Son aménagement est le symbole de la romanisation et apporte un développement des échanges commerciaux.
- -109/-105 : incursions des peuples germaniques (Cimbres, Teutons, Tigurins, Ambrons) : Marius écrase les Teutons à Pourrières (près d'Aix-en-Provence) (-102) et les Cimbres à Verceil (-101).

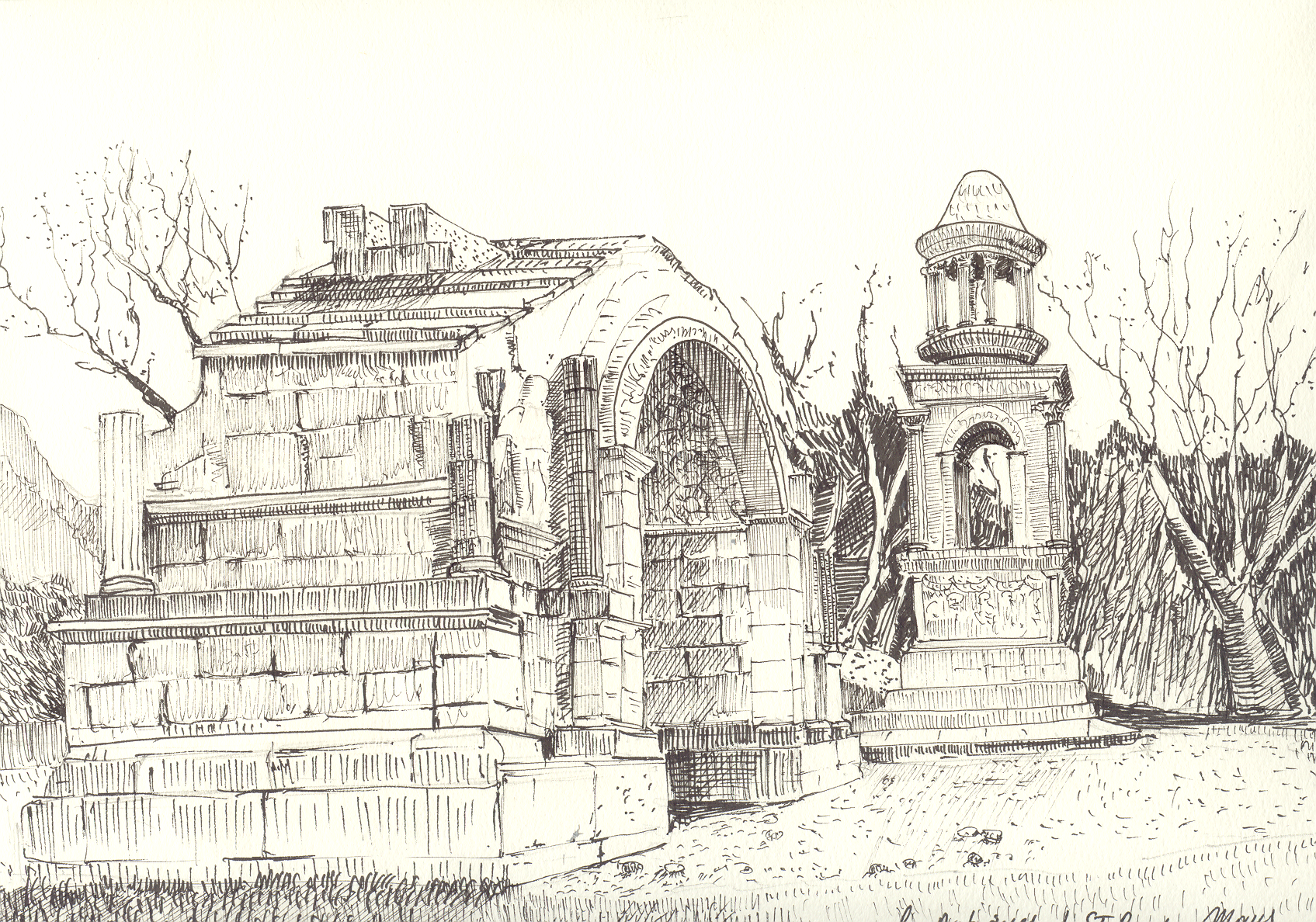
Les Antiques à Saint-Rémy-de-Provence
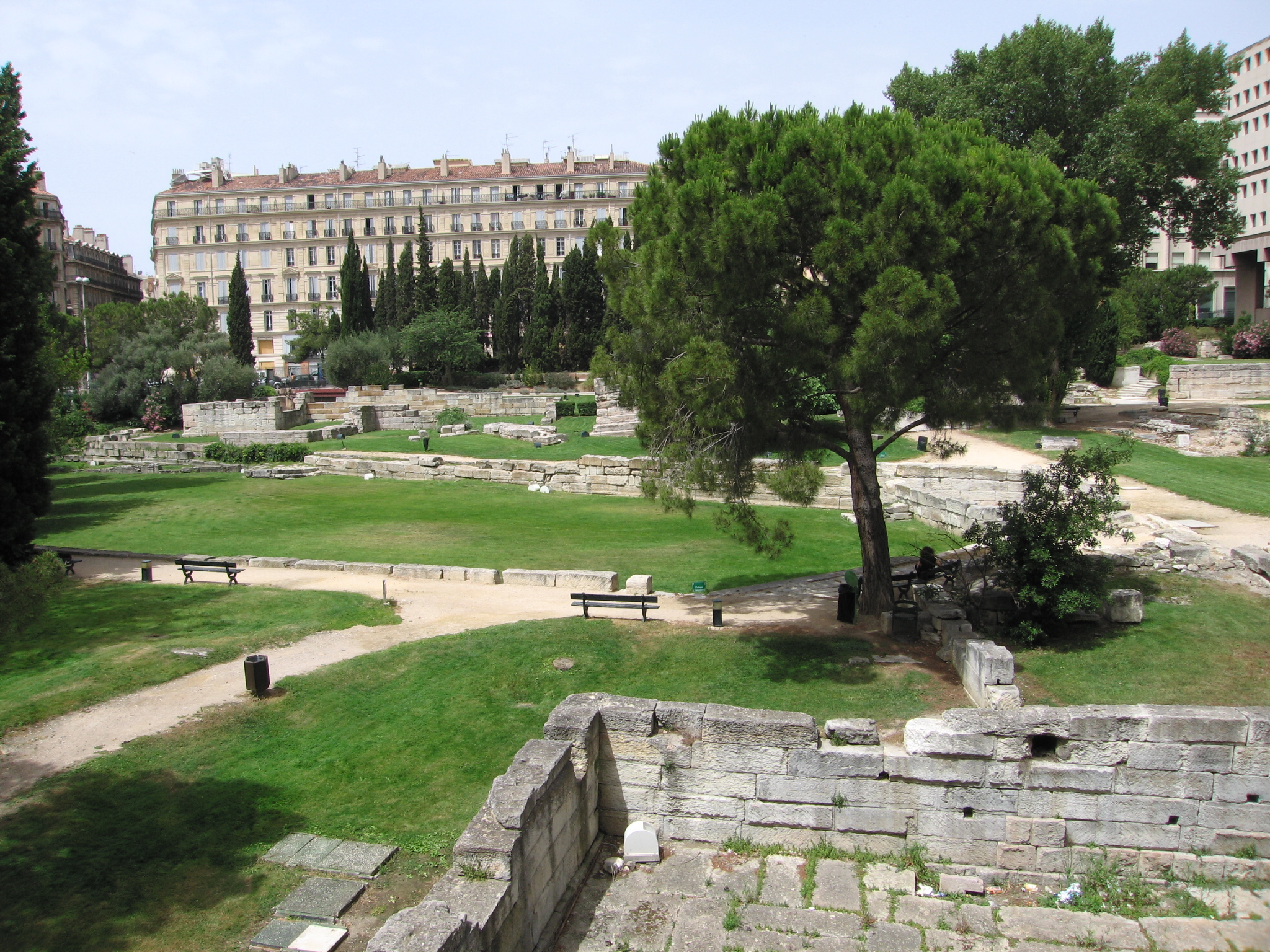
Le Jardin des Vestiges à Marseille
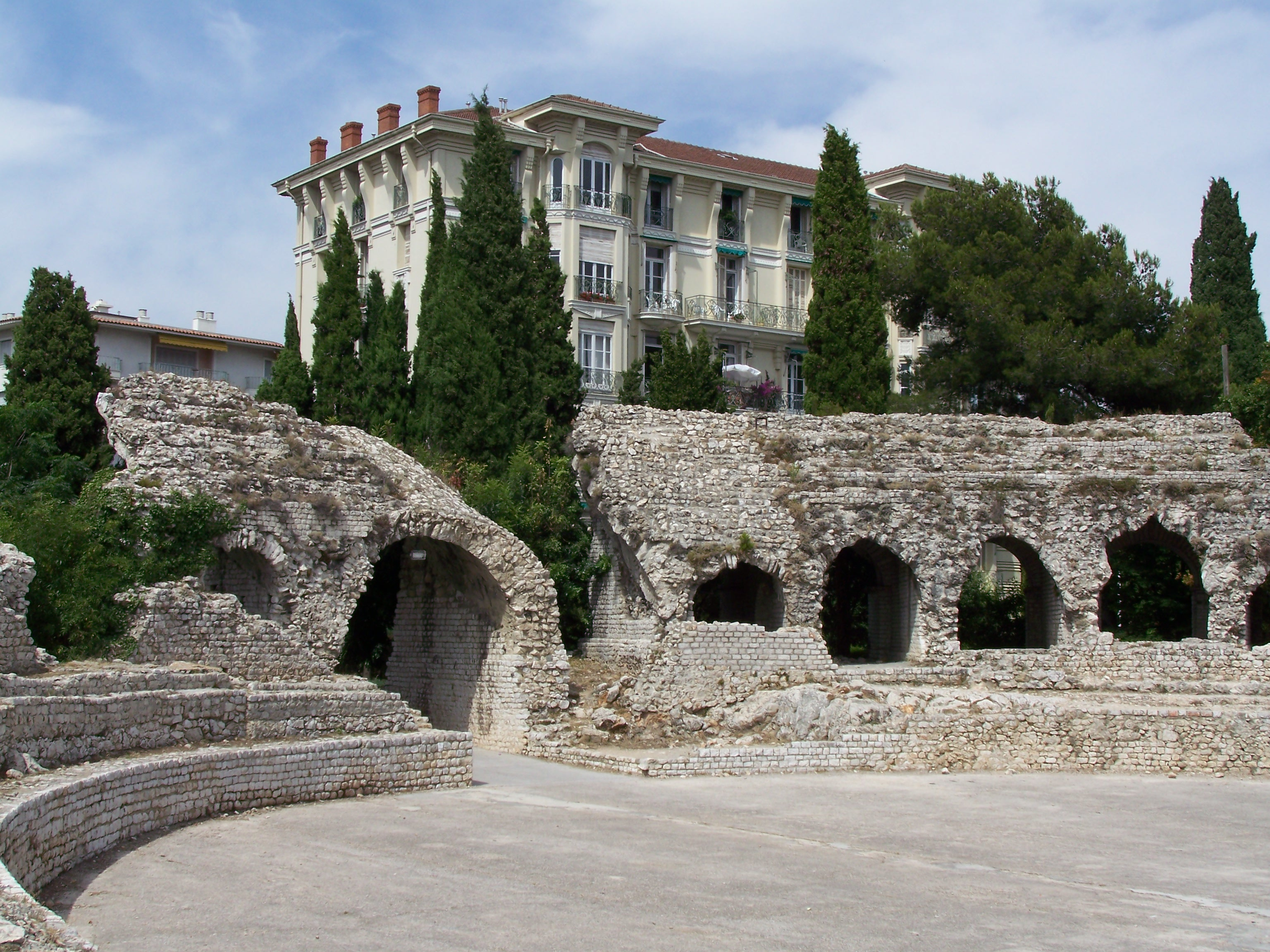
Les arènes de Cimiez à Nice
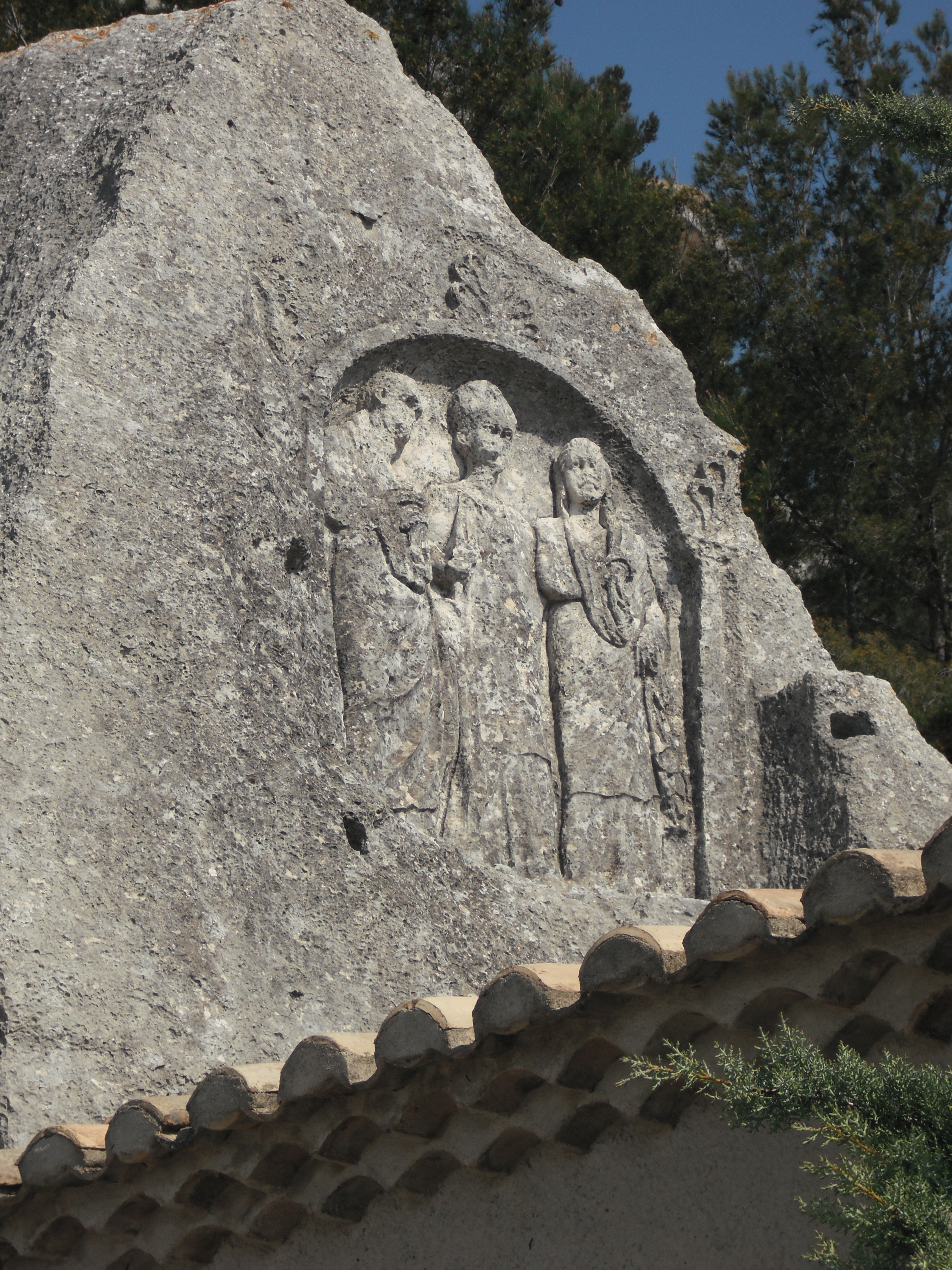
La stèle des Tremaie aux Baux-de-Provence, représentant Marius, son épouse et leur devineresse Marthe la Syrienne

### Moyen Âge

#### Haut Moyen Âge

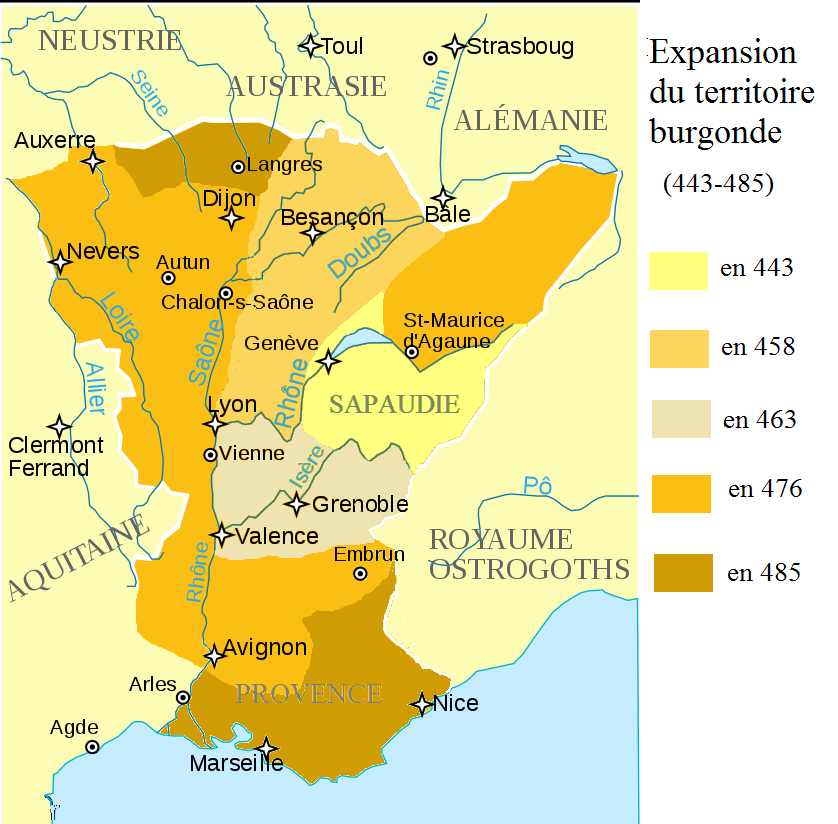
Évolution du royaume burgonde entre 443 et 485

La basse vallée du Rhône connait diverses invasions. Wisigoths et Alains pillent de nombreuses cités et descendent jusqu'à Orange et Avignon. Les Burgondes s'installent dans la région en 442, et choisissent Vienne, qui gardait son prestige de grande cité romaine, pour capitale. Avignon marqua la pointe sud de ce royaume. Mais en 484 à la mort du roi wisigoth Euric, les Burgondes franchissent la Durance et s'emparent de toute la Provence, qu'ils restituent aux Wisigoths en 501. En 508, les Ostrogoths s'emparent à leur tour de la Provence fondent au sud de ce royaume Burgonde un duché dépendant de leur royaume italo-dalmate : le duché de Provence, future basse Provence ou comté de Provence (la partie burgonde deviendra elle le marquisat de Provence). En 536 ce sont les francs qui prennent possession du duché qui intégrera en partie dans le royaume franc de Bourgogne. Charles Martel combat le patrice de Provence, Mauronte, allié des Maures de Gothie et fait entrer définitivement la Provence dans le domaine franc en 736.

En 843, le traité de Verdun donne la Provence à Lothaire Ier. Son fils Charles de Provence en fait le royaume de Provence-Viennois ou de basse-Bourgogne à l'existence éphémère (855-863). À sa mort, la Provence est intégrée à l'Italie et le Viennois à la Lotharingie de Lothaire II. Après une période trouble, la Provence est de nouveau incluse dans le domaine impérial par le traité de Meerssen, pour une brève durée, puisqu'elle revint à la mort de l'empereur Louis II, en 875, au roi de Francie Charles le Chauve, là aussi pour une courte période. Boson de Provence, son beau-frère, se fait proclamer roi du deuxième royaume de Provence en 879. Boson est en lutte avec les Carolingiens. Le fils de Boson, Louis, empereur, confie le gouvernement de la Provence à Hugues d'Arles, qui le donne à son tour en 934 à Rodolphe II, roi de Bourgogne transjurane. Le nouvel ensemble est le deuxième royaume de Bourgogne-Provence aussi appelé royaume d'Arles. Il subsiste jusqu'en 1032.

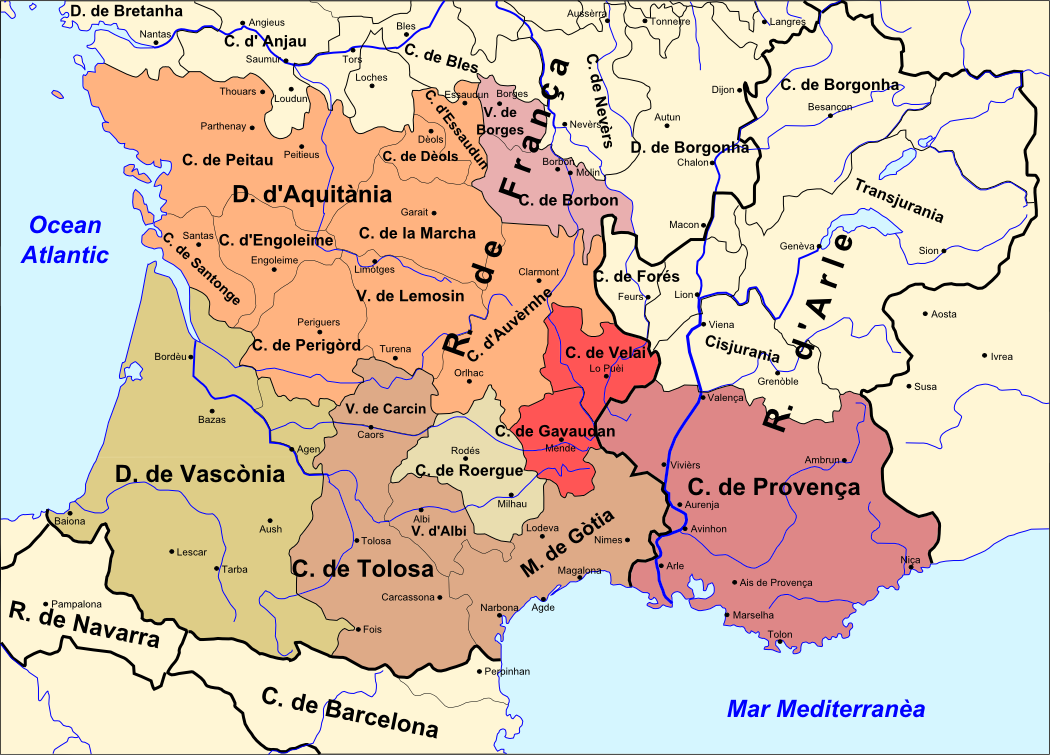
Le comté de Provence au sein des états méridionaux vers 1030

Dans les années 880, quelques Sarrasins provenant de l'émirat d'Al-Andalus échouent par hasard sur le rivage varois et établissent une base au Fraxinet (Fraxinetum) ou Freinet, que l'on situe traditionnellement dans la région de La Garde-Freinet, d'où ils lancent des raids, notamment dans la basse Provence orientale. Hugues d'Arles mène deux attaques victorieuses contre eux en 931 et 942 avec l'aide de navires byzantins, mais sans pousser l'avantage jusqu'à leur expulsion.
En 947, le bosonide Boson, comte d'Arles est investi de la Provence. À sa mort, ses deux fils, Guilhem dit le Libérateur (Guillaume Ier) et Roubaud, se partagent en indivis le comté, indivision que maintiennent leurs descendants. La branche issue de Guilhem donne celle des comtes de Provence, celle issue de Roubaud donne les marquis de Provence.

##### Le comté de Provence au sein du royaume d'Arles

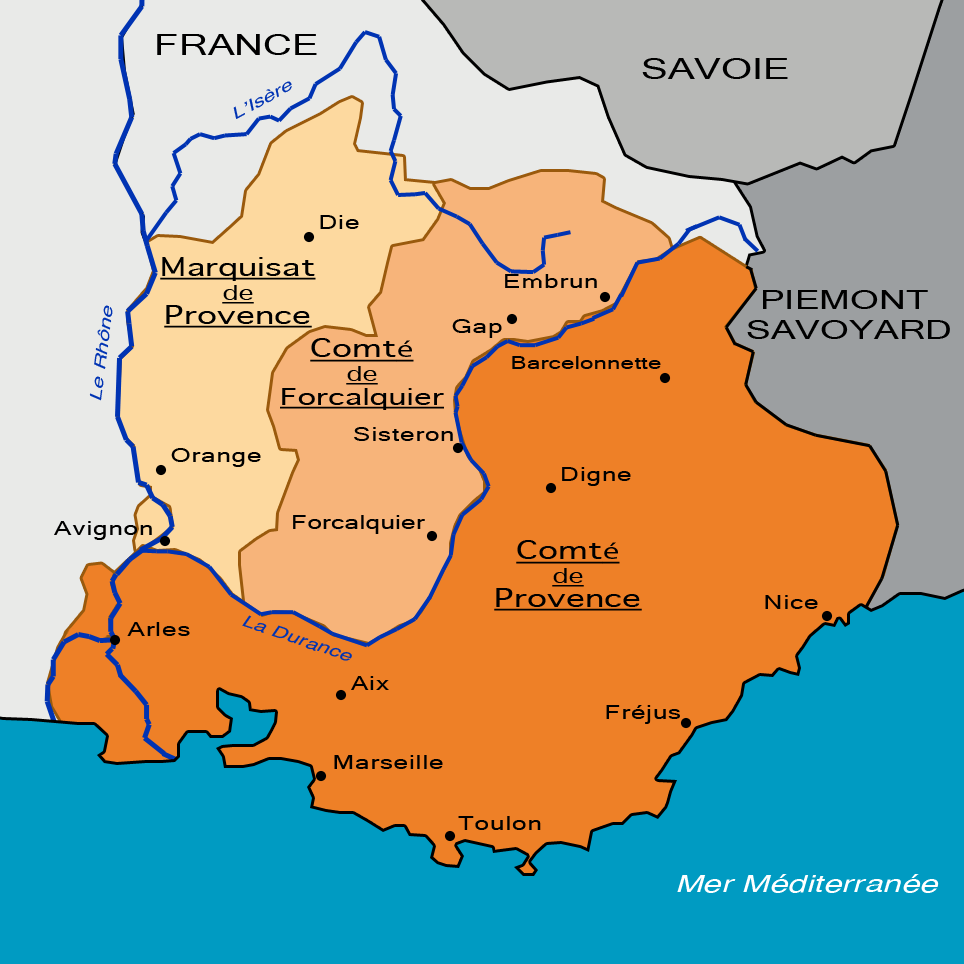
La Provence en 1125, divisée en comté et marquisat de Provence et comté de Forcalquier.

Le comté de Provence fut un des grands fiefs du royaume rodolphien de Bourgogne. En 948, Conrad le Pacifique, grâce à l'appui d'Otton, roi de Germanie, a récupéré le territoire au sud du Viennois jusqu'à la mer Méditerranée qui avait été excepté de la cession faite en 932 par Hugues d'Arles à Rodolphe II de Bourgogne. Pour tenir ce territoire, Conrad va nommer des comtes relevant de lui et choisis hors de Provence car Conrad n'ayant pas de domaine particulier en Provence, il n'en avait qu'une propriété théorique et souhaite avoir des comtes qui lui soient fidèles. Il a choisi deux frères originaires du Mâconnais, Boson et Guillaume, fils de Rotbald ou Roubaud, le premier comte à Arles, le second comte à Avignon. Il semble que les deux frères agissaient de concert, le cadet étant subordonné à l'aîné pour la gestion du nord, du centre, de l'ouest et du sud-est du comté de Provence. À l'est de la Provence, Conrad a nommé un troisième comte, Grifo ou Griffon, dans la région d'Apt et probablement de Glandèves et de Senez, pour administrer la Provence alpine. Ce choix de deux comtes d'une même famille à Arles et à Avignon a peut-être pour origine le fait qu'Hugues d'Arles avait, sous le règne de Louis l'Aveugle, unifié l'administration du domaine en Provence. Pour limiter le risque de voir s'affranchir le comté de Provence de sa souveraineté, Conrad a divisé la souveraineté en nommant deux vicomtes, à Marseille et à Cavaillon. Les territoires confiés aux seigneurs de Marseille et de Cavaillon sont distincts de ceux des comtes d'Arles, Avignon et Apt. La vicomté d'Apt a disparu rapidement, vers 1017-1018. La nomination de seigneurs distincts à Marseille prive les comtes d'Arles et d'Avignon d'un accès aisé à la Méditerranée. Cette création de la seigneurie de Marseille apparaît dans un acte daté du 7 octobre 948 où sont cités l'évêque de Marseille, Honorat, Arlulf et Boson. L'apparition du terme vicomté pour Marseille date de 977. L'autonomie de la vicomté de Marseille par rapport au comté de Provence n'a cessé qu'avec l'action d'autorité de Charles d'Anjou, en 1252 et 1257. Conrad ne s'est rendu dans le comté de Provence qu'en 963. Les rois de Bourgogne semblent avoir porté peu d'intérêt à la Provence. Pendant les règnes de Conrad Ier et de son fils Rodolphe III on ne leur connaît que 4 ou 5 actes concernant la Provence.
En 972, à la suite de l'enlèvement de Mayeul, abbé de Cluny, Guillaume Ier et Roubaud, avec l'aide de seigneurs provençaux et du marquis de Turin, libère la Provence des Sarrasins qui depuis le massif des Maures (au-dessus de Saint-Tropez) pillaient la région. La bataille de Tourtour marque la victoire définitive de Guillaume sur les Sarrasins. Cette campagne militaire contre les Sarrasins, obtenue sans les troupes de Conrad, masque en fait une mise au pas de la Provence, de l'aristocratie locale et des communautés urbaines et paysannes qui avaient jusque-là toujours refusé la mutation féodale et le pouvoir comtal. Elle permet à Guillaume d'obtenir la suzeraineté de fait de la Provence. Il distribue les terres reconquises à ses vassaux, arbitre les différents et crée ainsi la féodalité provençale. Nommé marquis en 975, Guillaume fait d'Arles sa capitale.

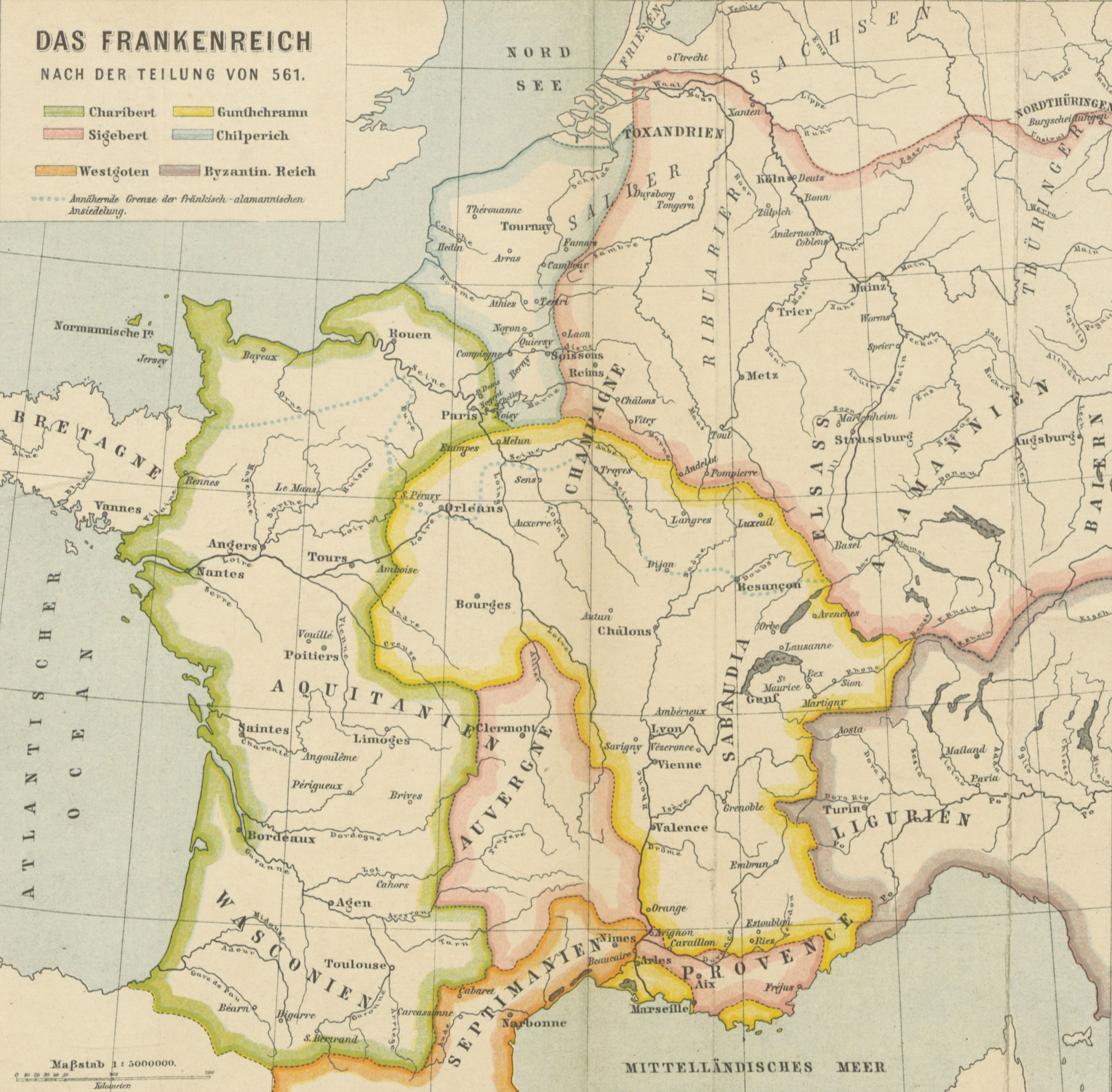
La Provence partagée entre le royaume de Bourgogne et le royaume d'Austrasie en 561.
Le royaume de Provence en 855 à la division du royaume de l'empereur Lothaire Ier après le traité de Prüm
La Provence vers l'an 1000, au sein du royaume d'Arles
Le comté de Provence au sein du royaume d'Arles en l'an 1030

À la mort de Boson II d'Arles, ses deux fils - Guilhem dit le Libérateur et Roubaud - se partagèrent en indivis le comté, indivision que maintinrent leurs descendants. La branche issue de Guilhem a donné celle des comtes de Provence, celle issue de Roubaud a donné, à partir de 1054 les comtes de Forcalquier et les marquis de Provence.
En 972, à la suite de l'enlèvement de Maïeul de Cluny, abbé de Cluny, Guillaume Ier et Roubaud, avec l'aide de seigneurs provençaux et du marquis de Turin, libèrent la Provence des Sarrasins qui, depuis leur forteresse du Fraxinet, pillaient la région. Cette campagne militaire menée sans les troupes de Conrad Ier de Bourgogne, est l'occasion d'une mise au pas de la Provence, de l'aristocratie locale, des communautés urbaines et paysannes qui avaient jusque-là toujours refusé la mutation féodale et le pouvoir comtal. Elle permet à Guillaume d'obtenir la suzeraineté de fait sur la Provence. Il distribue les terres reconquises à ses vassaux, arbitre les différends et met en place ainsi la féodalité provençale. Nommé marquis en 975, Guillaume fait d'Arles sa capitale.
Rodolphe III de Bourgogne n'ayant pas de postérité, il institue Conrad II le Salique, empereur romain germanique, pour héritier. À la mort de Rodolphe en 1032 le royaume de Bourgogne - et avec lui le royaume d'Arles dont le comté de Provence faisait partie - est rattaché au Saint-Empire romain germanique. Toutefois la suzeraineté de l'empereur romain germanique sur la Provence ne fut ensuite que nominale et théorique.
En 1019, Emma, comtesse de Provence, se maria avec Guillaume Taillefer, comte de Toulouse, transmettant les droits de la lignée de Roubaud à la maison de Toulouse. Le titre de marquis de Provence passa définitivement à cette maison à compter de 1093. En 1112, Douce de Provence, héritière des droits de la ligne de Guilhem, épousa Raimond-Bérenger III, comte de Barcelone, qui devient Raimond-Bérenger Ier de Provence. Les maisons de Toulouse et de Barcelone entrèrent alors en conflit pour le marquisat. Un traité fut conclu, en 1125, entre Raymond-Bérenger et Alphonse-Jourdain de Toulouse : par celui-ci, le comté de Provence fut divisé en un marquisat au nord de la Durance - attribué aux comtes de Toulouse - et un comté au sud, attribué aux comtes de Barcelone. Parallèlement le nord-est du comté de Provence était devenu indépendant de fait autour du comte de Forcalquier. En 1193, Alphonse II de Provence épousa Gersande de Sabran, petite-fille de Guillaume II comte de Forcalquier, ce qui permit au comté de Provence de récupérer le sud du comté de Forcalquier, tandis que le nord de ce comté, autour de Gap et d'Embrun, passait sous suzeraineté du Dauphiné. C'est ce fait qui explique la présence du blason au dauphin dans l'actuel blason de la Région Provence-Alpes-Côte d'Azur.
Pendant cette période, le comté d'Orange, vassal de la Provence, est érigé en 1181 en principauté.

#### Bas Moyen Âge

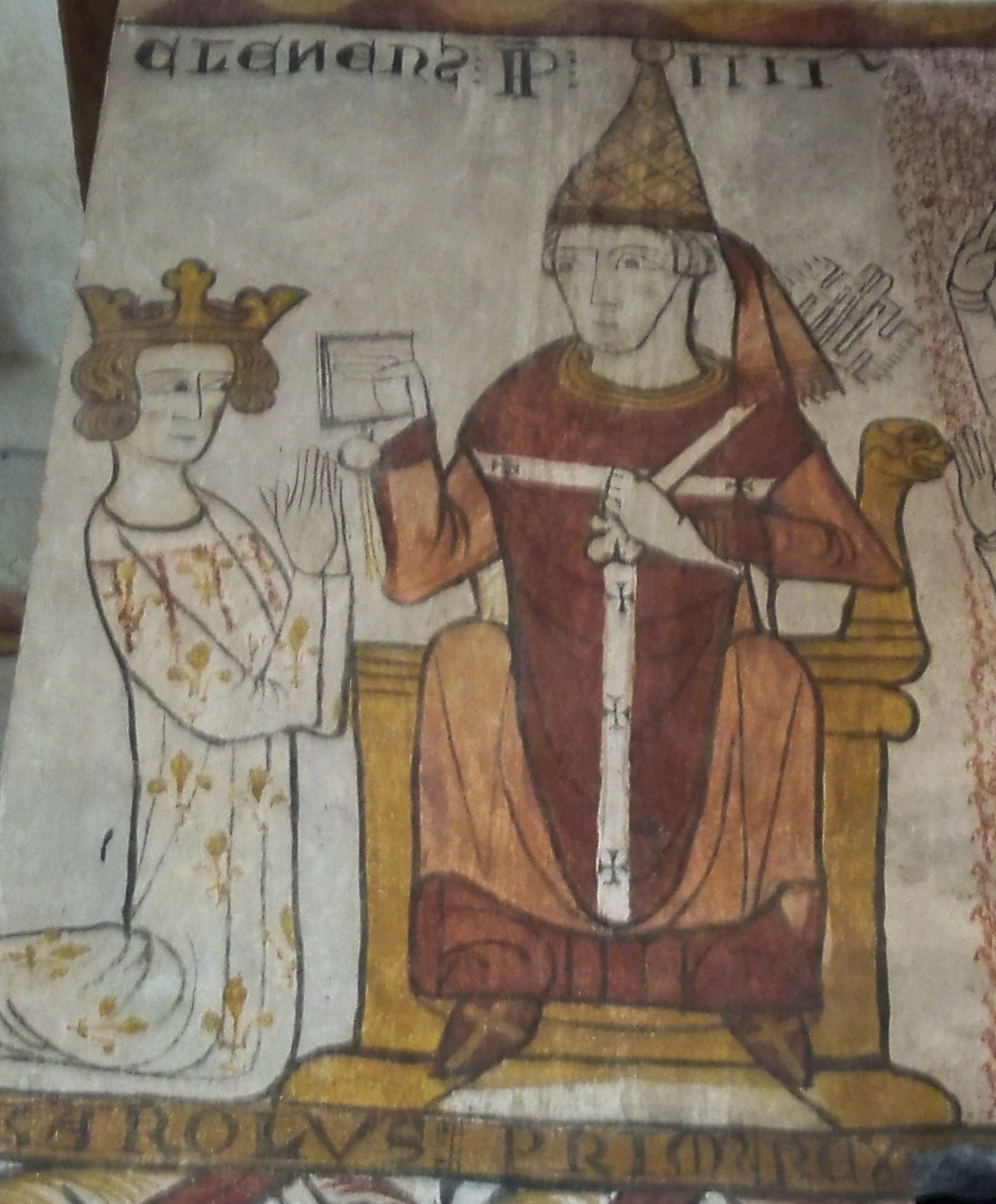
Charles Ier d'Anjou, comte de Provence, intronisé par le pape Clément IV comme roi de Sicile
Fresque de la Tour Ferrande à Pernes-les-Fontaines.

Possessions de la maison capétienne Anjou-Valois au XVe siècle : comprenant le duché d'Anjou, incluant le comté du Maine et la Provence.

En 1245, meurt Raymond-Bérenger V de Provence, dont les quatre filles sont mariées respectivement : Marguerite à saint Louis, Sancie à Richard de Cornouailles, Éléonore à Henri III, roi d'Angleterre et Béatrix à Charles, comte d'Anjou et du Maine, frère de saint Louis. C'est cette dernière qui reçoit en héritage les deux comtés de Provence et Forcalquier, les transmettant à la première maison capétienne d'Anjou. C'est pourquoi la ville de Forcalquier est surnommée « la cité des quatre reines ». Accumulant les titres royaux (Naples-Sicile, Jérusalem, Chypre, Acre, Thessalonique, etc.), les comtes se firent appeler roi.
Mais le comté de Provence-Forcalquier est démembré. Conformément au traité de Meaux-Paris (1229) qui marque la fin de la croisade des Albigeois, à la mort d'Alphonse de Poitiers, en 1271, le marquisat passe au roi de France Philippe III, qui le cède dès 1274 au pape Grégoire X pour devenir le Comtat Venaissin.
En 1382, à la mort de la reine Jeanne, s'achève la première maison capétienne d'Anjou. Elle avait adopté Louis Ier (frère du roi Charles V), fait comte puis duc d'Anjou, fondant, après une période de troubles appelée guerre de l'Union d'Aix, la seconde maison capétienne d'Anjou. Cette dynastie s'achève avec la mort de Charles V d'Anjou en 1481.
En 1388, à la suite des troubles et de la guerre civile qui accompagnent la succession de la reine Jeanne, la ville de Nice et sa viguerie — la division administrative correspondante — la cité de Puget-Théniers et les vallées de la Tinée et de la Vésubie se constituent en Terres neuves de Provence et se mettent sous la protection de la maison de Savoie, c'est la dédition de Nice à la Savoie. Ces terres prendront le nom de comté de Nice en 1526.
Le 10 décembre 1481, le comte Charles III de Provence dicte un testament qui institue le roi de France, Louis XI, comme légataire universel. Charles III meurt le lendemain, 11 décembre. Le 19 décembre, Louis XI charge Palamède de Forbin de prendre possession de la Provence. Le 29 décembre, les états se réunissent sous la présidence de Pierre de La Jaille afin de prendre connaissance du testament de Charles III. Forbin convoque les états pour le 15 janvier 1482. Les actes rédigés et adoptés de janvier 1482 à avril 1487 entérinent l'union de la Provence et de la France « comme un principal à un autre principal (…) sans que à la couronne [de France] comté et pays de Provence ne soient subalternez ». En août 1486, les états demandent à Charles VIII de proclamer « définitive et éternelle » l'union de la Provence à la France. Le roi de France leur donne satisfaction par des lettres patentes d'octobre 1486, communiquées aux états le 9 avril 1487. Juridiquement, il ne s'agit que d'une union personnelle des couronnes, le roi de France n'agit en Provence qu'en tant que comte de Provence, et il en sera ainsi jusqu'à la Révolution française. « Qu'il plaise à votre majesté de s'intituler […] comte de Provence, […] de façon que nous ne soyons nullement tenus d'obéir à aucune lettre dépourvue de ce titre ».

### L'indépendance
Des affaires plus importantes dans l'Empire, détournent régulièrement l'empereur Charles IV en Allemagne. Ne pouvant plus songer à la Provence, il prend la décision de s'en débarrasser et cède ses droits sur la couronne d'Arles à Louis d'Anjou en 1366, qui se voit là, affranchi de toute suzeraineté.
En 1382, à la mort de la reine Jeanne, s’achevait la première maison capétienne d'Anjou. Jeanne adopta Louis Ier d'Anjou, fils du roi de France Jean II le Bon, fondant ainsi la seconde maison capétienne d'Anjou-Provence. La capture et la mort de la reine Jeanne provoquèrent une période de troubles opposant les partisans de la seconde maison d'Anjou-Provence aux partisans de Charles de Durazzo, issu de la première maison d'Anjou-Provence, dont les partisans formèrent l'Union d'Aix (1382-1387). La défaite, surtout politique, de Charles de Durazzo assit définitivement la seconde dynastie d'Anjou sur le comté de Provence (1387). La Provence orientale (à l'est du Var lui étant seule restée fidèle, Charles ne put lui venir en aide et lui permit de se donner au seigneur qu'elle se choisirait, pourvu que ce ne fût pas un adversaire. Ceci entraîna, en 1388, la séparation de la viguerie de Nice (ville de Nice, cité de Puget-Théniers et les vallées de la Tinée et de la Vésubie) qui choisirent la dédition de Nice à la Savoie), se constituant en Terres neuves de Provence. La haute-vallée de l'Ubaye, autour de Barcelonette, passa également sous suzeraineté savoyarde. La France a annexé la région de Barcelonette en 1713 dans le cadre du Traité d'Utrecht et Nice en 1860 par referendum.

### Le comté français

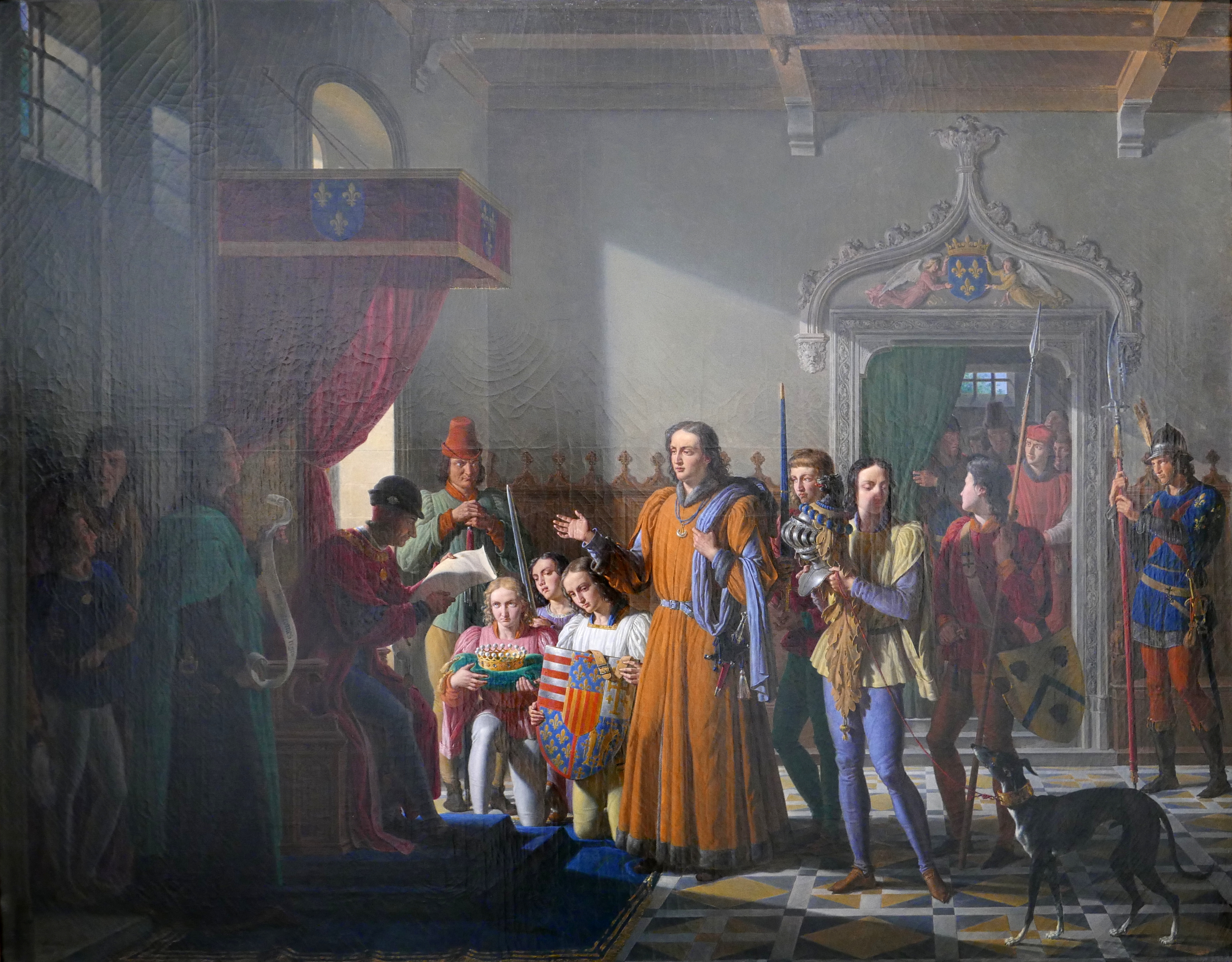
Pierre Révoil, Louis XI recevant l'acte de donation de la Provence à la France des mains de Palamède de Forbin, 1840 (Aix-en-Provence, musée Granet

Le dernier représentant de la seconde maison capétienne d'Anjou-Provence, Charles III du Maine, mort en décembre 1481, légua la Provence au roi de France Louis XI. Le 15 janvier 1482, les États de Provence approuvèrent un document en 53 articles, souvent improprement appelé "constitution provençale", qui fit de Louis XI le comte de Provence et proclama l'union de la France et de la Provence « comme un principal à un autre principal ». Charles VIII succéda à Louis XI en 1483 et, en 1486, les États de Provence lui demandèrent l'union perpétuelle, qui fut accordée par lettres patentes scellées en octobre 1486 et communiquées aux États en avril 1487, « sans que à icelle couronne ne au royaulme ils soient pour ce aulcunement sualternez »,. En droit, le comté de Provence restait indépendant, mais il fut de fait annexé par la France et bel et bien gouverné et organisé comme une province française - création du Parlement de Provence en 1501, etc. — tout en bénéficiant d'un certain degré d'autonomie, jalousement défendu, notamment en matière fiscale. En 1789, d'ailleurs, les États de Provence rappelaient encore qu'ils étaient de iure indépendants de la France.

## Évolution historique du comté de Provence

La Provence, la Bourgogne transjurane, et Bourgogne cisjurane à la veille de la formation du royaume d'Arles
Le comté de Provence dans le royaume rodolphien de Bourgogne ou royaume d'Arles (1030), à la veille de son intégration dans le Saint-Empire romain germanique
Le comté de Provence dans le Saint-Empire romain germanique en 1180
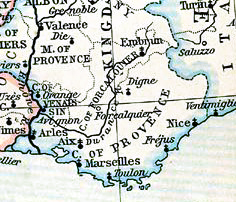
Le comté Provence dans le royaume d'Arles (Saint-Empire romain germanique) en 1184
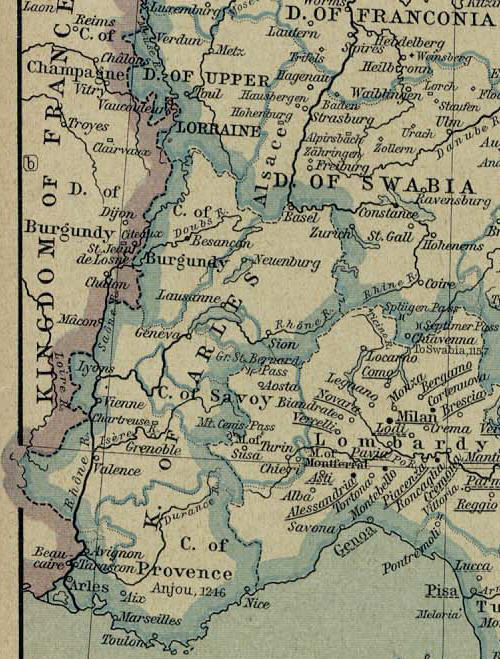
Le comté de Provence dans le royaume d'Arles (Saint-Empire romain germanique) en 1246
Le comté de Provence en 1477, à la veille de son intégration dans le domaine royal

## Politique et administration

### Villes principales
Les noms ci-dessous représentent le nom des villes en provençal dans l'écriture classique (originelle et traditionnelle) et celle dite mistralienne (modernisante et francisée).
Les communes n'ayant pas deux écritures indiquent que l'écriture est la même dans les deux graphies, donc que l'écriture ancienne ancienne ou d'inspiration ancienne (classique) s'est conservé dans l'écriture phonétique (mistralienne).
Les traductions suivantes proviennent du dictionnaire de Frédéric Mistral : Lou Trésor dòu Felibrige et regroupent les noms de quelques principales communes actuelles dans le comté de Provence avec leur évolution naturelle et celles par l'influence du français avec le -o d'origine qui se prononçait dans un son proche du -ou, ou encore le -a final qui devient presque muet ressemblant parfois à un -o, parfois à un -e, voir un -a selon les territoires. Le -nh traditionnel se transforma en -gn alors qu'il se maintient dans le portugais qui a adopté l'orthographe des troubadours.
Les traductions de la graphie mistralienne sont complétées par celle classique qui s'inspire de l'orthographe d'origine (avant la forte influence du français) pour donner une image authentique à la langue tout en conservant généralement les évolutions modernes de la langue comme la vocalisation consonantique (consonne qui devient voyelle) du -l vers le -u, bien que maintenue en Languedoc (ou Occitanie).
Qu'importe la graphie, la prononciation est la même.
Ces traductions classiques proviennent du Dictionnaire provençal-français (Diccionari provençau-francés) de l'escomessa Creo-Provença (soutenu par la région Provence, le Conseil Général des Bouches-du-Rhône, la ville d'Aix-en-Provence, la ville de Cannes, la ville du Cannet et la ville de Mougins).
|     | Villes            | Noms en latin                                  | Noms en provençal (écritures traditionnelles avant les normalisations) | Noms en provençal (écritures mistralienne et classique) | Département      | Nombre d'habitants (2015) |
| --- | ----------------- | ---------------------------------------------- | ---------------------------------------------------------------------- | ------------------------------------------------------- | ---------------- | ------------------------- |
| 01  | Marseille         | Massilia > Mansella > Marsilia                 | Maselha > Marselha > Marcelha > Marseillo > Marsillo                   | Marsiho, Marselha                                       | Bouches-du-Rhône | 869 815                   |
| 02  | Nice              | Nicæa > Nicea > Nicia                          | Niza > Nisa > Nissa                                                    | Niço (pop. Nissa), Niça (pop. Nissa)                    | Alpes-Maritimes  | 342 522                   |
| 03  | Toulon            | Telo Martius > Thollonum                       | Tolo > Tollum > Thollon > Tollon > Tholon > Tolon > Touloun            | Touloun, Tolon                                          | Var              | 169 517                   |
| 04  | Aix-en-Provence   | Aquæ Sextiæ                                    | Ais (pop. z'Ais)                                                       | Ais (pop. z'Ais)                                        | Bouches-du-Rhône | 146 192                   |
| 05  | Antibes           | Antipolis > Antiboles > Antibules              | Antibols > Antibol > Antibo                                            | Antibo, Antíbol                                         | Alpes-Maritimes  | 76 119                    |
| 06  | Cannes            | Castrum de Canois > Canæ                       | Canoa > Cano                                                           | Cano, Canas                                             | Alpes-Maritimes  | 75 226                    |
| 07  | La Seyne-sur-Mer  | Sagena                                         | Cenha (origine présumée selon Mistral)                                 | La Sagno, La Sanha                                      | Var              | 0 065 691                 |
| 08  | Hyères            | Areæ > Her > Heiræ                             | Ad Yeras, Az Ieras, Ieyras > Ieiras > Ieras > Iero                     | Iero, Ieras                                             | Var              | 0 057 578                 |
| 09  | Arles             | Arelas > Arelatum > Arelate                    | Arlese > Arles > Arlle > Arle                                          | Arle                                                    | Bouches-du-Rhône | 0 053 853                 |
| 010 | Fréjus            | Forum Julii > Forojulium > Frejurium           | Frejuls > Frejurs > Frejus                                             | Frejus, Frejús                                          | Var              | 0 053 734                 |
| 011 | Grasse            | Crassa > Grassa                                | Grassa > Grasso                                                        | Grasso, Grassa                                          | Alpes-Maritimes  | 0 051 994                 |
| 012 | Martigues         | Martigium > Marticum > Marticus > Martigus     | Martegues > Martegue > L'Ila de Martegue > Lo Martegue, Lou Martegue   | Lou Martegue, Lo Martegue                               | Bouches-du-Rhône | 0 049 938                 |
| 013 | Cagnes-sur-Mer    | Caigna                                         | Caigna > Cagno                                                         | Cagno, Canha                                            | Alpes-Maritimes  | 0 049 799                 |
| 014 | Aubagne           | Albania > Albanea                              | Albanha > Albagna > Aubagno                                            | Aubagno, Aubanha                                        | Bouches-du-Rhône | 0 045 844                 |
| 015 | Salon-de-Provence | Salona > Salonum > Salonis > Salo              | Salum > Sallon > Salon > Selho > Selo > Selon > Seloun                 | Seloun, Selon                                           | Bouches-du-Rhône | 0 045 461                 |
| 016 | Istres            | Istrium > Istrum                               | Istre                                                                  | Istre                                                   | Bouches-du-Rhône | 0 044 514                 |
| 017 | Le Cannet         | Cannetum                                       | Cannet > Caned > Lo Canet > Lou Canet                                  | Lou Canet, Lo Canet                                     | Alpes-Maritimes  | 0 042 016                 |
| 018 | Draguignan        | Dracæna > Dracænum > Draguianum > Draguinianum | Draguignan                                                             | Draguignan, Draguinhan                                  | Var              | 0 041 149                 |
| 019 | La Ciotat         | Civitatis > Civitas                            | Civitat > La Ciutat > La Ciéutat                                       | La Ciéutat, La Ciutat                                   | Bouches-du-Rhône | 0 035 994                 |

## Culture

### Langue

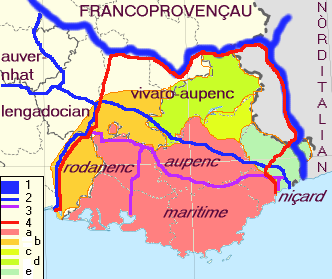
Langues en Provence.
La Provence linguistique :
1 Limite de langue
2 Limite de dialecte
3 Limite de sous-dialecte
Points de vue de P. Blanchet, :
4 « Limite de la langue provençale »
a « La Provence historique et culturelle »
b « Zones extérieures de culture provençale »
c « Zone historique provençale ayant appartenu au royaume de Savoie-Piémont de 1388 à 1713 et surtout de culture alpine »
d « Zone dauphinoise aujourd'hui rattachée à la région Provence Alpes Côte d'Azur »
e « Pays niçois (provençal jusqu'en 1388, savoyard et piémontais jusqu'en 1860, aujourd'hui rattaché à la région Provence Alpes Côte d'Azur »

La langue historique de la Provence est l'occitan (renaissance du terme langue d'Oc par les occitanistes remplaçant le terme de langue provençale (tous le Midi) vers 1930) dans son ensemble dialectal le provençal. On distingue plusieurs variétés de provençal : le maritime (appelé aussi marseillais ou central), le rhodanien, l'alpin (appelé aussi gavot) et le niçois. Le provençal alpin ou gavot lui aussi a été considéré comme une variante du provençal. Le niçois est issu du provençal médiéval et a reçu quelques influences nord-italiennes.
Le point de vue de Frédéric Mistral sur la langue d'Oc, appelée en son temps "langue provençale" et aujourd'hui plus largement "occitan" : "Les principaux dialectes de la langue d'Oc moderne sont : le provençal, le languedocien, le gascon, l'aquitain, le limousin, l'auvergnat et le dauphinois. Le provençal a pour sous-dialectes : le rhodanien, le marseillais (ancien nom du maritime), l'alpin et le niçard.".
La Provence comportait aussi des enclaves de langue ligurienne, dont le parler fut appelé figoun à Biot, Vallauris, Mouans-Sartoux, Mons et Escragnolles. Le mentonasque, parlé à Menton, constitue un parler de transition avec le ligurien. Dans la vallée de la Roya, aux confins orientaux des Alpes-Maritimes, sont employés le royasque et sa variante le brigasque qui constituent deux dialectes liguriens de transition avec le vivaro-alpin.

### Littérature

#### L'ère des troubadours
Parmi les troubadours directement issus de la mouvance provençale, on compte : Raimbaut d'Orange, Raimbaut de Vaqueiras, Albertet de Sisteron, Bertran de Lamanon, Folquet de Marseille, Blacas de Blacas, Beatritz de Dia.

### Écrivains
- Robert Ruffi

### Juristes
- Jean-Étienne-Marie Portalis (° 1746 - † 1807) - Juriste, avocat, homme politique, co-rédacteur du Code civil, défenseur de la nation provençale à la Révolution

### Musiciens, chanteurs
- André Campra (° 1660 - † 1744) - Compositeur
- Jean Gilles (° 1668 - † 1705) - Compositeur
- Jean-Joseph Mouret (° 1682 – † 1738) - Compositeur
- Antoine Peyrol (° 1709 - † 1779) - Noëliste
- Jean-Claude Trial (° 1732 – † 1771) - Violoniste et compositeur
- Antoine Trial (° 1737 – † 1795) - Chanteur et acteur

### Peintres
- Enguerrand Quarton (XVe siècle)
- Barthélemy d'Eyck (actif entre 1444 et 1470)
- Nicolas Froment (vers 1430/1435 - vers 1486)
- Josse Lieferinxe (actif entre 1493 et 1503-08)
- Louis Parrocel (1634 - 1694)
- Joseph Parrocel (1646 - 1704)
- Nicolas Mignard (1606 - 1668)
- Jacques-Ignace Parrocel (1667 - 1722)
- François van Loo (1708 - 1732)
- Pierre Parrocel (1670 - 1739)
- Jean-Baptiste van Loo (1684 - 1745)
- Carle van Loo (1705 - 1765)
- Louis-Michel van Loo (1707 - 1771)
- Étienne Parrocel (1696 - 1776)
- Michel-François Dandré-Bardon (1700 - 1783)
- Claude Joseph Vernet (1714 - 1789)
- Philippe Sauvan (1697 - 1792)

### Sculpteurs et architectes
- Antoine Le Moiturier (° 1425 – † 1493) - Sculpteur
- François de Royers de la Valfrenière (° 1575 – † 1667) - Architecte
- Pierre Puget (° 16 octobre 1620 – † 2 décembre 1694)
- Jean Péru (° 1650 – † 1723) - Architecte et sculpteur
- Pierre II Mignard (° 1640 – † 1725) - Peintre et architecte, membre de l’Académie royale d’architecture
- Pierre Bondon (° 1716 – † 1781) - Sculpteur et architecte
- François II Franque (° 1710 - † 1793) - Architecte, fils de Jean-Baptiste Franque

### Héraldique
|  | Provence - D'or à quatre pals de gueules. Armes de la Provence dites « anciennes », dont le premier témoignage date de Raimond Bérenger V de Provence (1209-1245), petit-fils de Alphonse II d'Aragon. Plusieurs hypothèses existent quant à l'origine de ce blason. Selon l’héraldiste français Michel Pastoureau, l'origine de ces armes serait provençale : il les attribue au royaume d'Arles et, selon lui, c'est en gouvernant la Provence que les comtes de Barcelone auraient ramené ces armes en Catalogne. Cette hypothèse est réfutée par l'héraldiste Faustino Menéndez Pidal de Navascués, selon lequel ce blason ne revint pas à Raimond-Bérenger IV en tant que comte de Barcelone, mais par une attribution légendaire au XVIe siècle des comtes de Provence à la maison royale d'Aragon, elle-même à l'origine du blason, par le biais du grand-père de Raimond-Bérenger V de Provence, Alphonse II d'Aragon. Voir aussi son article dans les Mélanges Martin de Riquer, ainsi que par un ouvrage récent de Remi Venture. |